# 22. Dezember
Der 22. Dezember ist der 356. Tag des gregorianischen Kalenders (der 357. in Schaltjahren), somit bleiben 9 Tage bis zum Jahresende.
Am 22. (bzw. 21.) Dezember steht die Sonne mittags am südlichen Wendekreis im Zenit und geht am nördlichen Polarkreis tagsüber nicht mehr auf. Dieser Tag ist somit in der nördlichen Erdhälfte der kürzeste des Jahres, die Wintersonnenwende.

## Ereignisse

### Politik und Weltgeschehen
- 1481: Die Acht Alten Orte der Eidgenossen besiegeln das Stanser Verkommnis zur Beilegung eines Konflikts zwischen den Stadt- und Länderorten.
- 1522: Die Johanniter auf Rhodos kapitulieren unter der Bedingung freien Abzugs vor den osmanischen Belagerern.
- 1530: In Schmalkalden beginnt der von Kurfürst Johann von Sachsen einberufene Konvent in Schmalkalden, auf dem die protestantischen Reichsfürsten über die weitere Vorgehensweise nach der Ablehnung der Confessio Augustana auf dem Reichstag zu Augsburg beraten. Der Konvent mündet schließlich in der Gründung des Schmalkaldischen Bundes am 27. Februar des Folgejahres.
- 1603: Mit Ahmed I. übernimmt nach dem Tod seines Vaters Mehmed III. erstmals ein minderjähriger Sultan die Macht im Osmanischen Reich.

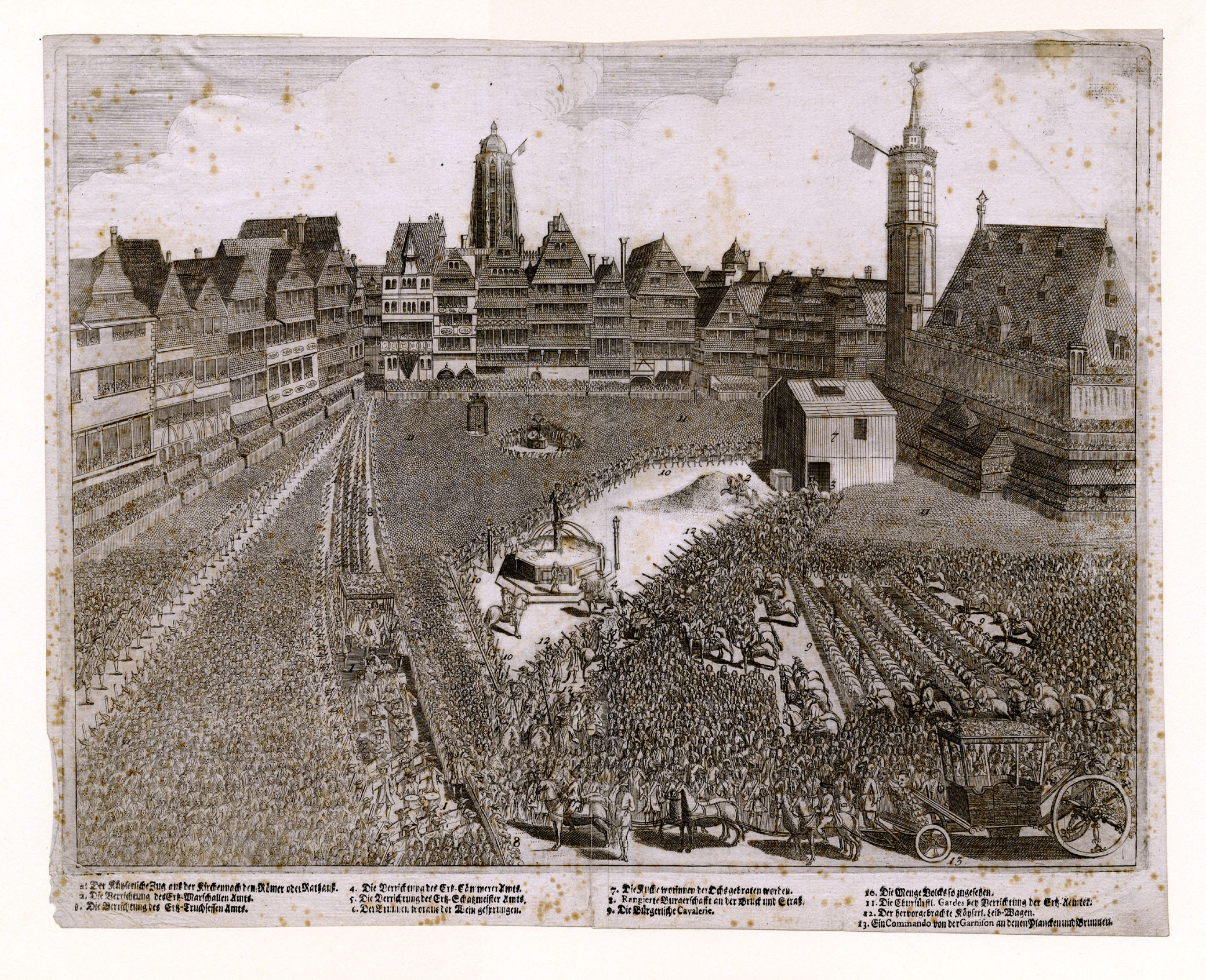
1711: Krönungsfeier in Frankfurt am Main

- 1711: Karl VI. wird in Frankfurt zum römisch-deutschen Kaiser gekrönt.

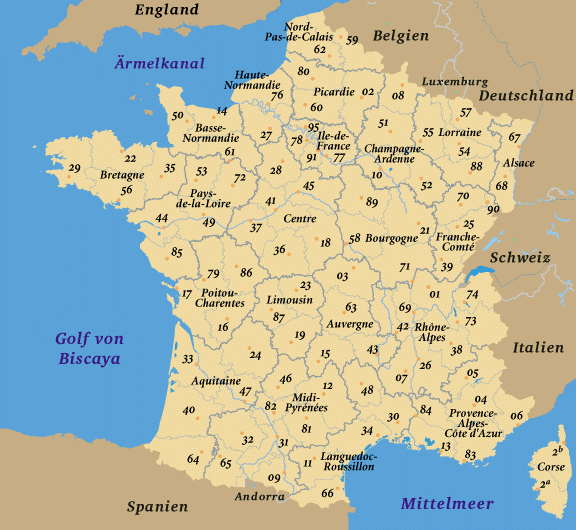
1789: Einführung der Départements in Frankreich

- 1789: Per Gesetz werden im Frankreich der Revolutionszeit an Stelle der historischen Provinzen die Départements eingeführt.
- 1790: General Alexander Wassiljewitsch Suworow erobert mit seinen russischen Truppen im Russisch-Türkischen Krieg die starke Festung Ismajil des Osmanischen Reichs im späteren Bessarabien.
- 1793: Der an der Rückeroberung der von den Engländern besetzten Stadt Toulon beteiligte Artilleriehauptmann Napoleon Bonaparte wird zum Brigadegeneral befördert.
- 1845: Während des Ersten Sikh-Krieges endet die Schlacht von Ferozeshah mit einem Sieg der Briten.
- 1847: Der algerische Rebellenführer Abd el-Kader ergibt sich der französischen Armee und wird bald darauf nach Frankreich gebracht. In Französisch-Nordafrika beruhigt sich die Lage für die Kolonialmacht deutlich.
- 1849: Eine Begnadigung durch Zar Nikolaus I. rettet den russischen Schriftsteller Fjodor Michailowitsch Dostojewski vor dem angetretenen Erschießungspeloton.
- 1851: Außenminister Palmerston verlässt das britische Kabinett von Premierminister John Russell. Das eigenmächtige offizielle Billigen des Staatsstreichs Napoléons III. vom 2. Dezember in Frankreich führt zum unfreiwilligen Rücktritt.
- 1885: Itō Hirobumi schafft den Dajokan als bestimmendes Regierungsorgan des Japans ab und etabliert stattdessen, beeinflusst von Ideen, die er beim Studium in Berlin und Wien kennengelernt hat, ein Ministerkabinett, dessen erster Premierminister er wird.
- 1894: Ein französisches Militärgericht verurteilt den jüdischen Artilleriehauptmann Alfred Dreyfus wegen angeblicher Spionage zu lebenslanger Verbannung auf die Teufelsinsel. Das antisemitische Urteil löst Jahre später die Dreyfus-Affäre aus.
- 1929: In Chabarowsk wird auf Vermittlung der deutschen Regierung der Waffenstillstand im Sowjetisch-chinesischen Grenzkrieg vereinbart.
- 1942: Harro Schulze-Boysen, Hans Coppi, Arvid Harnack, Libertas Schulze-Boysen, Kurt Schumacher und andere Mitglieder der Widerstandsgruppe Rote Kapelle werden in Berlin-Plötzensee hingerichtet.
- 1956: Die letzten britischen Truppen verlassen Ägypten nach der diplomatischen Beilegung der Sueskrise.
- 1971: Der Österreicher Kurt Waldheim wird zum UN-Generalsekretär gewählt.
- 1971: Mitglieder der Rote Armee Fraktion überfallen die Bayerische Hypotheken- und Wechselbank in Kaiserslautern. Dabei wird der Polizist Herbert Schoner erschossen. Er ist das zweite Opfer der RAF.

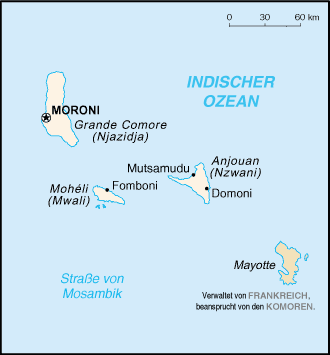
1974: Komoren

- 1974: In einer Volksabstimmung entscheiden sich die Inseln Grande Comore, Anjouan und Mohéli für die Unabhängigkeit der Komoren. Nur Mayotte votiert für den Verbleib bei Frankreich.

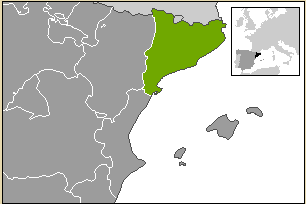
1979: Katalonien

- 1979: Die spanische Region Katalonien erhält den Autonomiestatus.
- 1979: Mit der Gewährung weitreichender Autonomie für die baskischen Provinzen durch die spanische Regierung endet offiziell der über zehnjährige Bürgerkrieg im Baskenland.
- 1984: In Österreich beschließt die Bundesregierung unter Bundeskanzler Fred Sinowatz nach zwei Wochen einen „Weihnachtsfrieden“ mit den Besetzern der Hainburger Au.
- 1984: Bernhard Goetz (wegen der Tat später „Subway Vigilante“ genannt) schießt in der New Yorker U-Bahn auf vier Afroamerikaner, von denen er glaubt, sie wollen ihn berauben. Der Vorfall spaltet die öffentliche Meinung New Yorks, das zu dieser Zeit von hoher Kriminalität geprägt ist.
- 1988: Der Gründer der brasilianischen Kautschukzapfergewerkschaft, Chico Mendes, wird vom Sohn eines Großgrundbesitzers in seinem Haus erschossen.

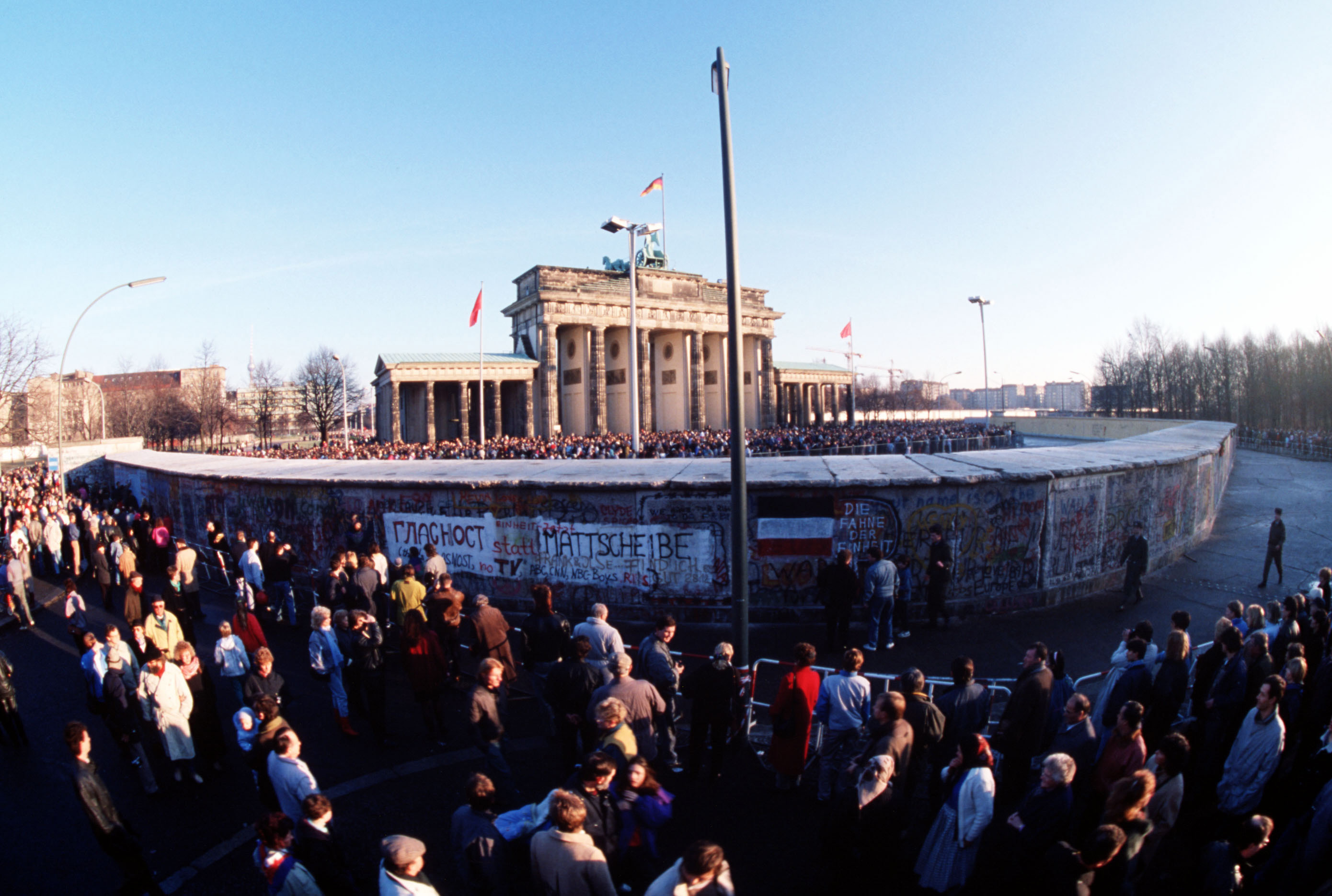
1989: Öffnung des Brandenburger Tores

- 1989: Das Brandenburger Tor in Berlin wird 28 Jahre nach dem Bau der Mauer wieder geöffnet.
- 1989: Der rumänische Diktator Nicolae Ceaușescu wird während der rumänischen Revolution gestürzt und beim Versuch das Land zu verlassen zusammen mit seiner Ehefrau Elena von der Armee verhaftet.
- 1991: Die ehemalige Sowjetrepublik Kirgisistan tritt der Gemeinschaft unabhängiger Staaten bei.
- 1992: Der Anwalt und Menschenrechtsaktivist Martín Almada entdeckt die sogenannten „Archive des Terrors“, mit deren Hilfe sich annähernd vollständig die Aktivitäten der paraguayanischen Geheimpolizei während der jahrzehntelangen Diktatur von Alfredo Stroessner nachverfolgen lassen.
- 1992: Der Internationale Fernmeldevertrag wird durch die in Genf unterzeichnete Konstitution und Konvention der Internationalen Fernmeldeunion abgelöst.
- 1999: In einem in der Frankfurter Allgemeine Zeitung veröffentlichten Artikel rechnet CDU-Generalsekretärin Angela Merkel mit der Haltung des ehemaligen Bundeskanzlers Helmut Kohl zur Spendenaffäre ab.
- 1999: Der nigrische Staatschef Daouda Malam Wanké übergibt sein Amt an den neu gewählten Präsidenten Mamadou Tandja. Dieser ernennt seinen Parteifreund Hama Amadou zum Ministerpräsidenten.

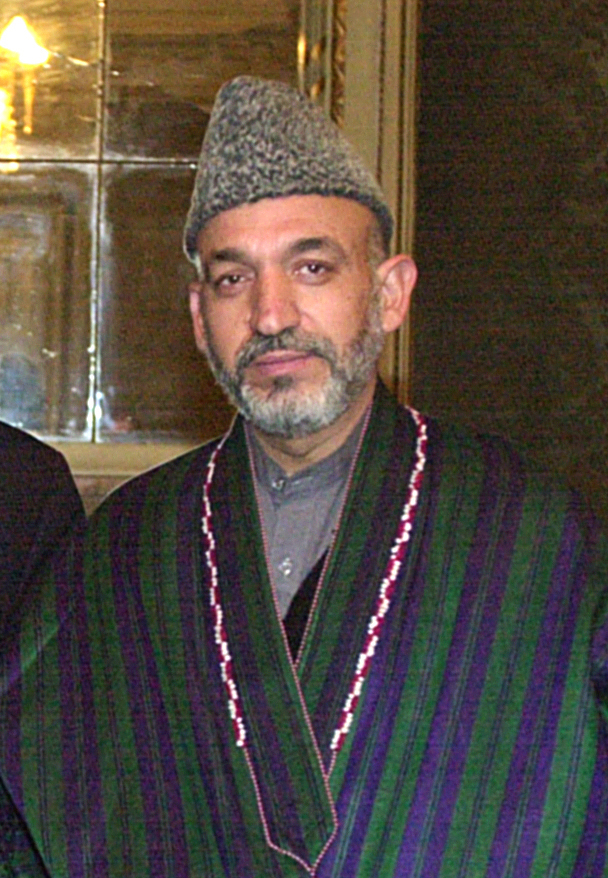
2001: Hamid Karzai

- 2001: In Kabul wird Hamid Karzai zum Chef der afghanischen Übergangsregierung ernannt.
- 2001: Der Deutsche Bundestag stimmt der Entsendung deutscher Streitkräfte nach Afghanistan zur Umsetzung der Resolution 1386 des UN-Sicherheitsrates mit großer Mehrheit zu.
- 2002: Janez Drnovšek wird Staatspräsident von Slowenien.
- 2004: Liese Prokop wird als erste Frau im Amt der österreichischen Innenministerin angelobt.
- 2008: Guineas Präsident Lansana Conté stirbt nach langer Krankheit. Das Militär unter Führung von Hauptmann Moussa Dadis Camara putscht daraufhin und hindert das verfassungsmäßige Staatsoberhaupt, Parlamentspräsident Aboubacar Somparé, an der Übernahme der Amtsgeschäfte.
- 2012: In einem Referendum in Ägypten sprechen sich 63,8 Prozent der Wähler für die Scharia als Hauptquelle der Gesetzgebung aus.

### Wirtschaft
- 1807: Die USA verbieten im Embargo Act den Handel mit allen fremden Ländern und schließen die Häfen. Hintergrund ist die Kontinentalsperre in Europa, die mit der Gefahr der Beschlagnahme von Schiffsladungen durch Großbritannien oder Frankreich verbunden ist.
- 1809: Der US-Kongress lockert wegen unerwünschter Auswirkungen den Embargo Act und begrenzt das Handelsverbot nur noch auf Großbritannien und Frankreich.
- 1917: Der Normenausschuss der deutschen Industrie, ein Vorläufer des DIN, wird gegründet.
- 1937: Der Lincoln-Tunnel zwischen Manhattan und New Jersey wird für den Verkehr freigegeben.
- 1953: In der DDR erscheint die erste Ausgabe der Wochenpost, die dort auflagenstärkste Wochenzeitung wird.

### Wissenschaft und Technik
- 1666: Jean-Baptiste Colbert versammelt erstmals eine kleine Gruppe von Gelehrten in der Bibliothek des französischen Königs Ludwig XIV., die sich von da an zu zweiwöchentlichen Arbeitssitzungen trifft. Aus diesen informellen Treffen entwickelt sich die Académie des sciences.
- 1891: Max Wolf, ein Begründer der Astrofotografie, findet als erster Astronom einen Kleinplaneten mit fotografischen Methoden.
- 1899: In Mambach wird das Wasserkraftwerk Mambach in Betrieb genommen, das leistungsfähigste Wasserkraftwerk an der Wiese.
- 1920: In Deutschland beginnen regelmäßige Rundfunksendungen durch den Sender Königs Wusterhausen.
- 1938: An der Ostküste Südafrikas stößt Marjorie Courtenay-Latimer, Kuratorin am Museum of East London, im Fang eines Trawlers auf einen Fisch, der am 16. Februar 1939 von James Leonard Brierley Smith als Komoren-Quastenflosser, eine Art der seit dem Ende der Kreidezeit als ausgestorben geltenden Quastenflosser, ein sogenanntes „lebendes Fossil“, identifiziert wird.
- 1939: Der sowjetische Testpilot Pjotr Michailowitsch Stefanowski erprobt im Erstflug den Bomber Petljakow Pe-2.
- 1945: Die als Geschäftsreiseflugzeug produzierte Beechcraft Bonanza absolviert den Erstflug.
- 1964: Das im Auftrag der CIA entwickelte Aufklärungsflugzeug Lockheed SR-71 Blackbird startet zu seinem Erstflug.
- 1984: Uruguay gründet auf King George Island in der Antarktis die Forschungsstation Base Científica Antártica Artigas. 2001: Katze CC

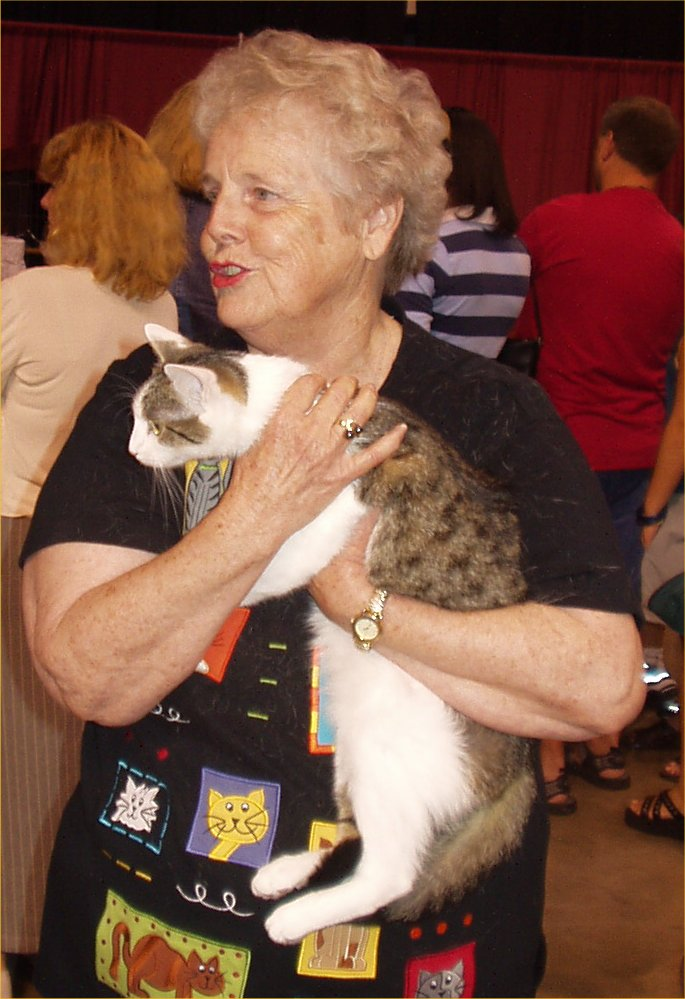
2001: Katze CC

- 2001: In den USA wird die geklonte Katze CC geboren.
- 2015: Dem amerikanischen Raumfahrtunternehmen SpaceX gelingt zum ersten Mal die Erd-Landung einer Raketenstufe nach einer Orbitalmission.

### Kultur
- 1808: Im Rahmen eines vierstündigen Konzerts am Theater an der Wien bei Wien erfolgt unter anderem die Uraufführung der 5. Sinfonie und 6. Sinfonie (Pastorale) sowie der Fantasie für Klavier, Chor und Orchester und des 4. Klavierkonzerts von Ludwig van Beethoven. Die Aufführung, bei der der Komponist am Klavier sitzt, verläuft unerfreulich, da die Musiker des Orchesters nicht ausreichend geprobt haben und das Theater unbeheizt ist.
- 1829: Am Stadttheater in Leipzig findet die Uraufführung der Oper Der Templer und die Jüdin von Heinrich Marschner und im Gartensaal des mendelssohnschen Familienbesitzes in Berlin die Uraufführung des Liederspiels Die Heimkehr aus der Fremde von Felix Mendelssohn Bartholdy statt.
- 1837: Am Stadttheater in Leipzig wird die komische Oper Zar und Zimmermann von Albert Lortzing uraufgeführt.
- 1841: In Paris findet die Uraufführung der Oper La reine de Chypre von Fromental Halévy statt.
- 1894: Mit dem Orchesterwerk Prélude à l’après-midi d’un faune von Claude Debussy wird in Paris das erste bedeutende Werk des musikalischen Impressionismus uraufgeführt.
- 1904: Am Theater an der Wien in Wien erfolgt die Uraufführung der Operette Die Juxheirat von Franz Lehár.
- 1923: Am Metropol-Theater in Berlin findet die Uraufführung der Operette Marietta von Walter Kollo statt.
- 1928: Anna Seghers erhält den Kleistpreis für ihre Novelle Aufstand der Fischer von St. Barbara.
- 1934: In Berlin wird die Operette Die Tänzerin Fanny Elßler mit nachgelassener Musik von Johann Strauss (Sohn) nach einem Libretto von Hans Adler uraufgeführt.
- 1937: Im Zentraltheater von Leipzig wird die Operette Balkanliebe von Rudolf Kattnigg uraufgeführt.
- 1965: Der Film Doktor Schiwago von David Lean und Carlo Ponti wird in New York City uraufgeführt.
- 1994: Der Song Self Esteem der US-amerikanischen Punkband The Offspring wird veröffentlicht und verhilft der Band in Europa zum kommerziellen Durchbruch.
- 2005: Im Dvořák-Saal des Rudolfinums in Prag singt der deutsche Tenor Peter Schreier zum letzten Mal den Evangelisten im Weihnachtsoratorium von Johann Sebastian Bach.

### Gesellschaft
- 1937: Der Oberste Gerichtshof von Kanada bestätigt letztinstanzlich den zehnten Absatz des Testaments von Charles Vance Millar, der den Großteil seines Vermögens der Frau aus Toronto versprach, die innerhalb von zehn Jahren die meisten Kinder zur Welt brachte. Der Absatz hatte das Große Storchenderby ausgelöst.
- 2001: Der Terrorist Richard Reid versucht, den American-Airlines-Flug 63 von Paris nach Miami mit 197 Menschen an Bord mit in seinen Schuhen verstecktem Plastiksprengstoff abstürzen zu lassen. Eine Flugbegleiterin bemerkt Reids Zündmanöver und verhindert das Attentat.
- 2012: Papst Benedikt XVI. begnadigt seinen früheren Kammerdiener Paolo Gabriele, der im Rahmen der Vatileaks-Affäre Anfang Oktober zu einer Gefängnisstrafe von 18 Monaten verurteilt worden war.

### Religion

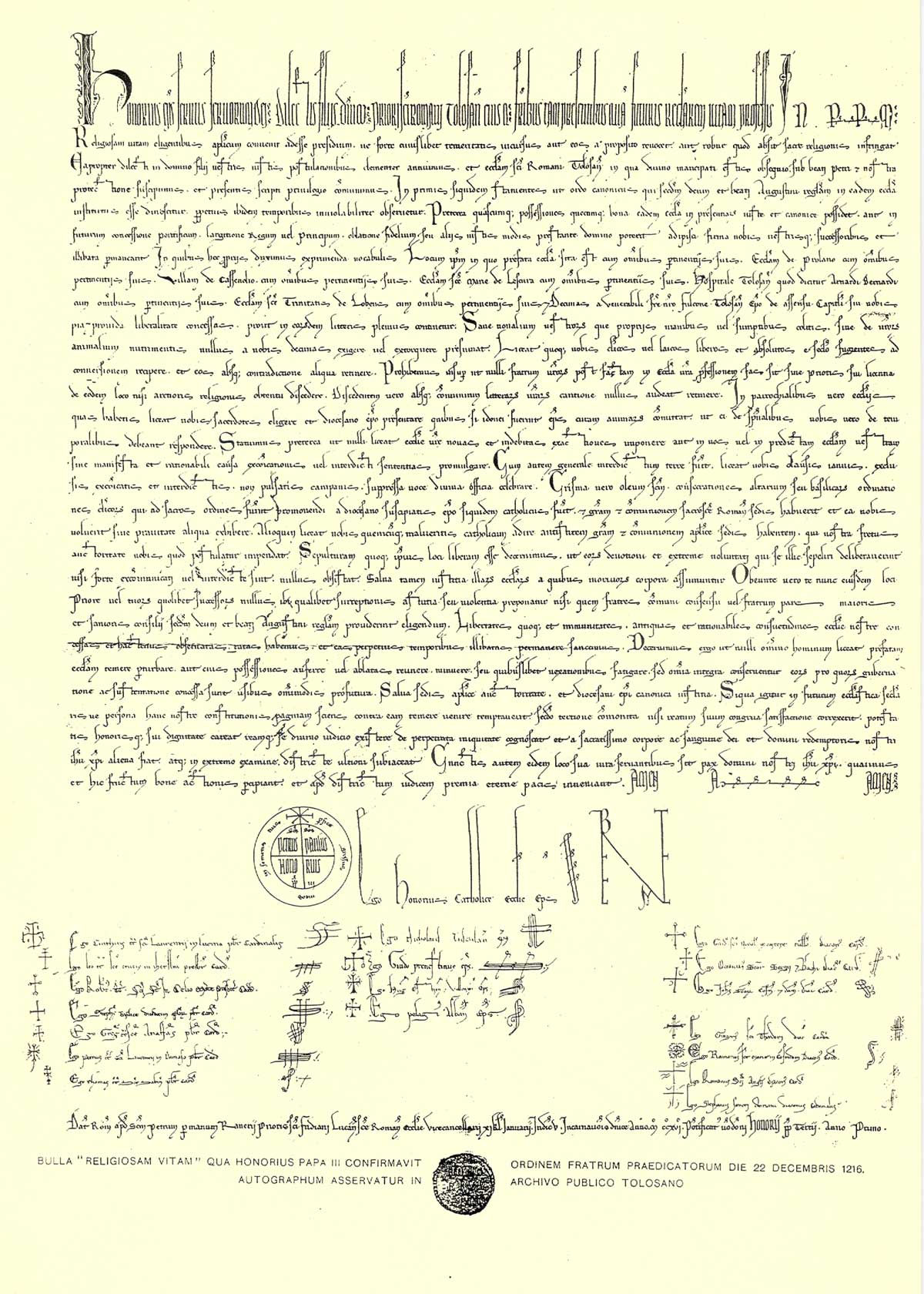
1216: Bulle Religiosam vitam

- 1216: Papst Honorius III. bestätigt in der Bulle Religiosam vitam die Ordensregel der Dominikaner.
- 1885: In seiner Enzyklika Quod auctoritate verfügt Papst Leo XIII. ein außerordentliches Heiliges Jahr und ruft in einer Exhortatio nachdrücklich zum Rosenkranzgebet auf.
- 1887: In der Enzyklika Officio sanctissimo äußert sich Papst Leo XIII. über die Kirche im Königreich Bayern.
- 1997: Das Konkordat zwischen dem Heiligen Stuhl und Mecklenburg-Vorpommern, unterzeichnet von Erzbischof Giovanni Lajolo und Ministerpräsident Berndt Seite, tritt mit dem Austausch der Ratifikationsurkunden in Kraft.

### Katastrophen
- 1939: Auf dem Bahnhof in Genthin fordert die Kollision zweier D-Züge kurz nach Mitternacht 186 Menschenleben. Am selben Abend stoßen auf der Bahnstrecke Stahringen–Friedrichshafen, zwischen Markdorf und Kluftern zwei weitere Züge zusammen. Dort sterben 101 Menschen. Damit ist dieser Tag der schwärzeste in der deutschen Eisenbahngeschichte.
- 1963: Das in Griechenland registrierte britische Passagierschiff Lakonia brennt während einer Weihnachtskreuzfahrt zu den Kanarischen Inseln nördlich von Madeira aus. 128 Passagiere und Besatzungsmitglieder kommen ums Leben.
- 1973: Beim Absturz einer Sud Aviation Caravelle der Royal Air Maroc kommen alle 106 Passagiere und Besatzungsmitglieder ums Leben.
- 1992: Beim Anflug auf Tripolis stößt eine Boeing 727 der Libyan Arab Airlines mit einer MiG-23 zusammen, wodurch 157 Menschen sterben (Libyan-Arab-Airlines-Flug 1103).
- 2018: Der Ausbruch des Vulkans Anak Krakatau zwischen Sumatra und Java führt zu einem Erdrutsch und in direkter Folge zu einem Tsunami. Mindestens 400 Menschen sterben.

Kleinere Unglücksfälle sind in den Unterartikeln von Katastrophe und in der Liste von Katastrophen aufgeführt.

### Sport
- 1857: In London wird mit dem Alpine Club der weltweit erste Bergsteigerverband gegründet. Erst ab dem Jahr 1974 nimmt der Verband auch Alpinistinnen in seine Reihen auf.
- 1894: Die United States Golf Association wird ins Leben gerufen.
- 1912: In der Lombardei wird der Fußballverein Calcio Lecco gegründet.
- 1965: Der 1. FC Magdeburg wird gegründet.

Einträge von Leichtathletik-Weltrekorden befinden sich unter der jeweiligen Disziplin unter Leichtathletik.

## Geboren

### Vor dem 18. Jahrhundert
- 1095: Roger II., König von Sizilien
- 1178: Antoku, 81. Kaiser von Japan
- 1347: Ha Ryun koreanischer neokonfuzianischer Philosoph und Politiker

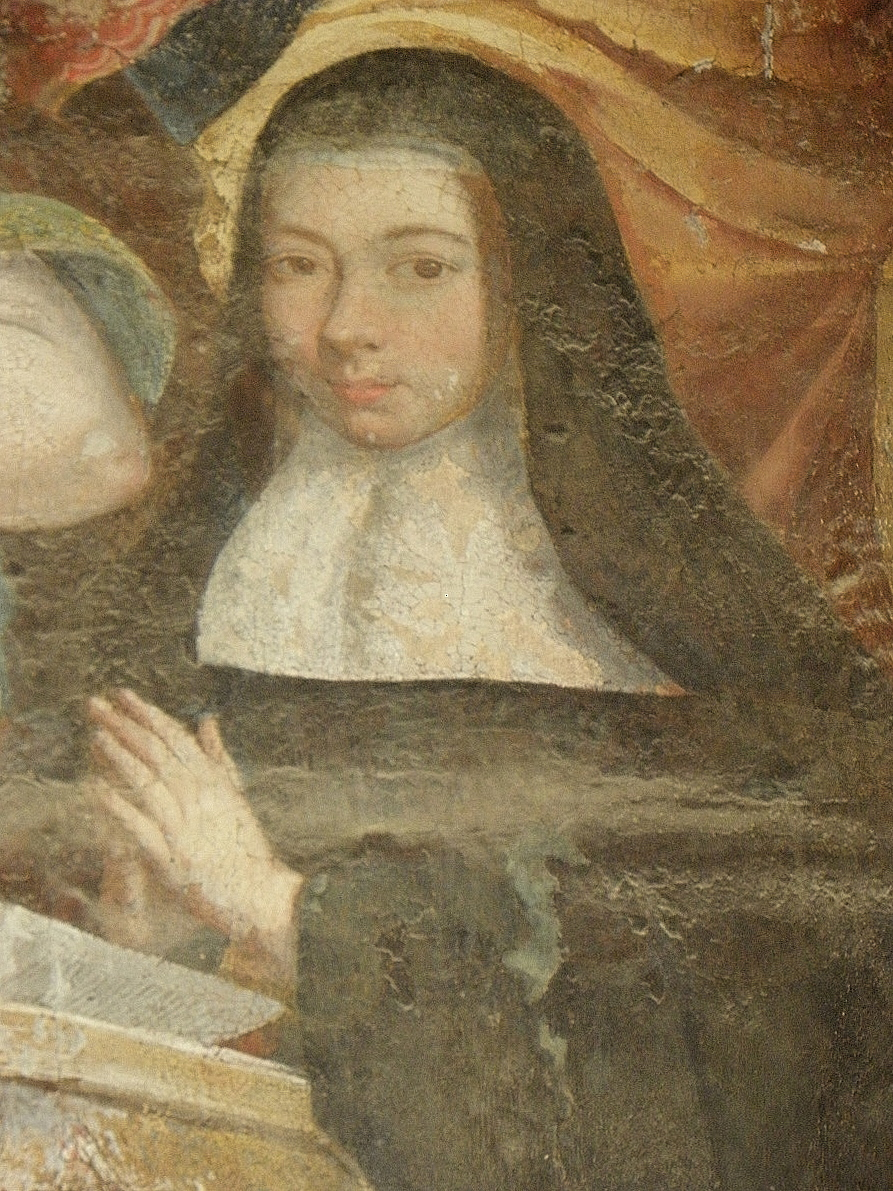
Marie Gabrielle Éléonore de Bourbon (* 1690)

- 1523: Charles I. von Bourbon, Kardinal, Erzbischof von Rouen und päpstlicher Legat von Avignon
- 1573: Ernst Casimir, Graf von Nassau-Dietz, Statthalter von Friesland, Groningen und Drenthe
- 1597: Friedrich III., Herzog von Schleswig-Holstein-Gottorf
- 1598: Henri de La Trémoille, Herzog von Thouars
- 1605: Balthasar Rösler, deutscher Bergmann
- 1617: Karl I. Ludwig, Kurfürst von der Pfalz und Herzog von Bayern
- 1639: Jean Racine, französischer Dichter
- 1641: Anthonie Heinsius, niederländischer Staatsmann
- 1666: Gobind Singh, zehnter und letzter Guru des Sikhismus
- 1670: Anna Sophie, Prinzessin von Sachsen-Gotha-Altenburg und Fürstin von Schwarzburg-Rudolstadt
- 1685: Kaspar Achatius Beck, deutscher Jurist
- 1690: Marie Gabrielle Éléonore de Bourbon-Condé, Äbtissin von Saint-Antoine-des-Champs
- 1694: Hermann Samuel Reimarus, deutscher Gymnasialprofessor, Vertreter des Deismus und Wegbereiter der Bibelkritik
- 1696: James Oglethorpe, britischer General und Philanthrop sowie Gründer der Kolonie Georgia

### 18. Jahrhundert

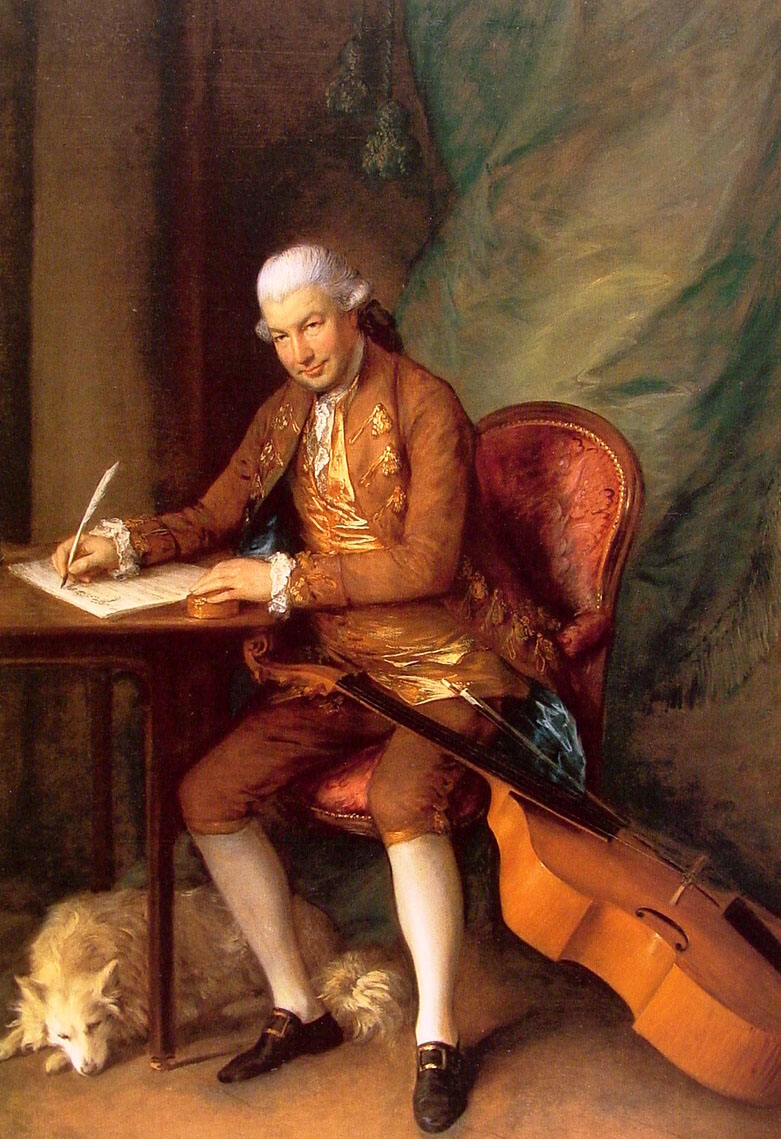
Carl Friedrich Abel (* 1723)

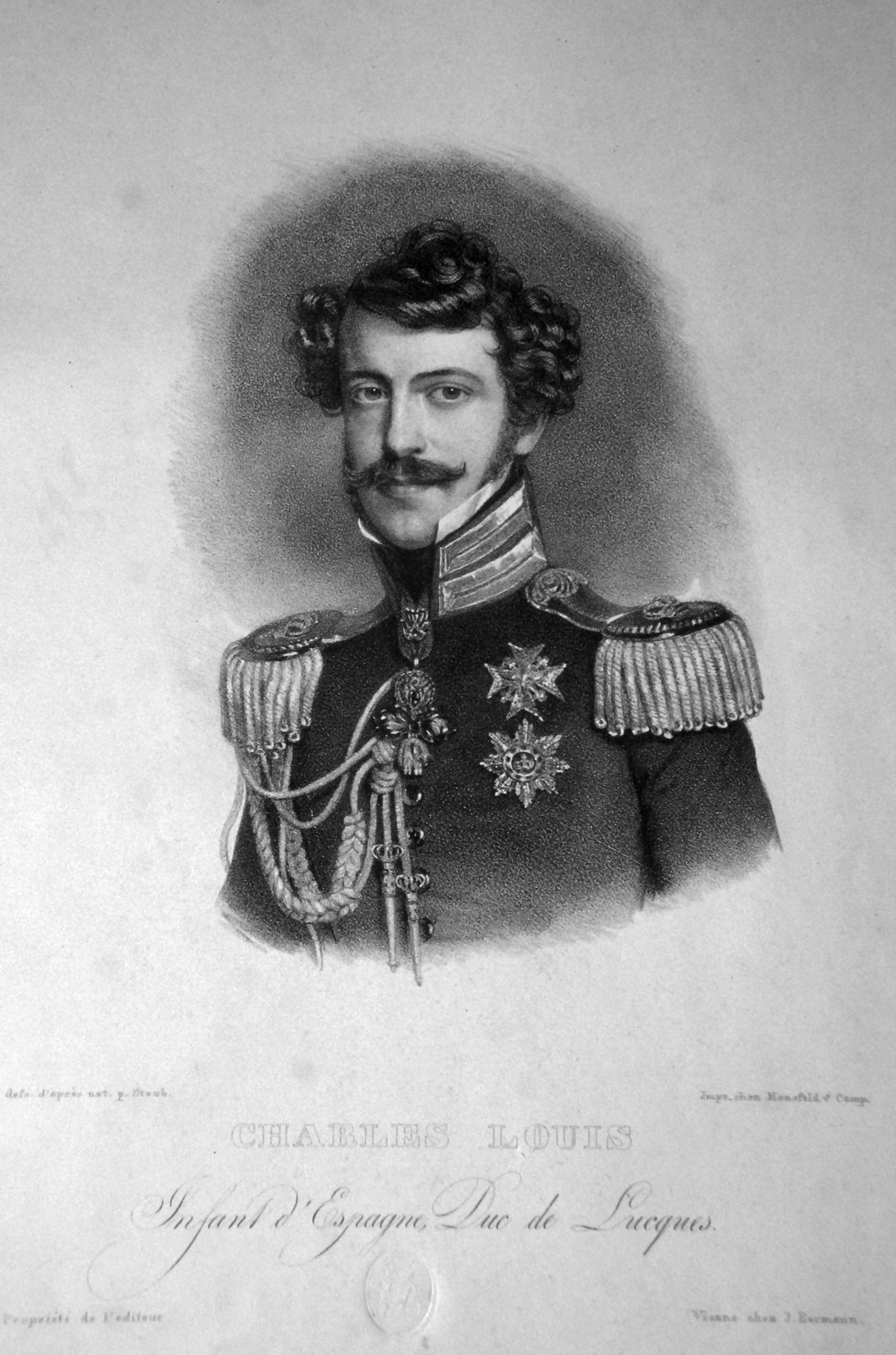
Karl II. (* 1799)

- 1702: Jean-Étienne Liotard, Genfer Pastell- und Emailmaler
- 1707: Johann Amman, Schweizer Arzt und Botaniker
- 1723: Carl Friedrich Abel, deutscher Komponist
- 1727: William Ellery, Unterzeichner der Unabhängigkeitserklärung der USA
- 1734: Tommaso Conca, italienischer Maler
- 1735: Ulrich Bräker, Schweizer Schriftsteller
- 1747: Carl Otto von Arnim, preußischer Landrat
- 1750: Nicolaus Sander, deutscher evangelischer Geistlicher
- 1766: Johann Samuel Arnhold, deutscher Porzellanmaler
- 1769: Franz Abart, Südtiroler Bildhauer
- 1769: Johann Philipp Christian Aulenbach, deutscher Pfarrer und Dichter
- 1773: Georg Joseph Gruber, deutscher Kaufmann, Gastwirt und Politiker
- 1789ː Ann Hasseltine Judson, US-amerikanische Missionarin
- 1789: Alfred von Croÿ, deutscher Standesherr, Unternehmer und Politiker
- 1794: James DuPasquier, Schweizer evangelischer Geistlicher
- 1795: Thomas Ainsworth, britisch-niederländischer Textilindustrieller
- 1798: George Walker Crawford, US-amerikanischer Politiker
- 1799: Karl II., König von Etrurien, Herzog von Lucca und Herzog von Parma
- 1800: Julius Wilhelm Oelsner, deutscher Unternehmer, Kaufmann und Politiker

### 19. Jahrhundert

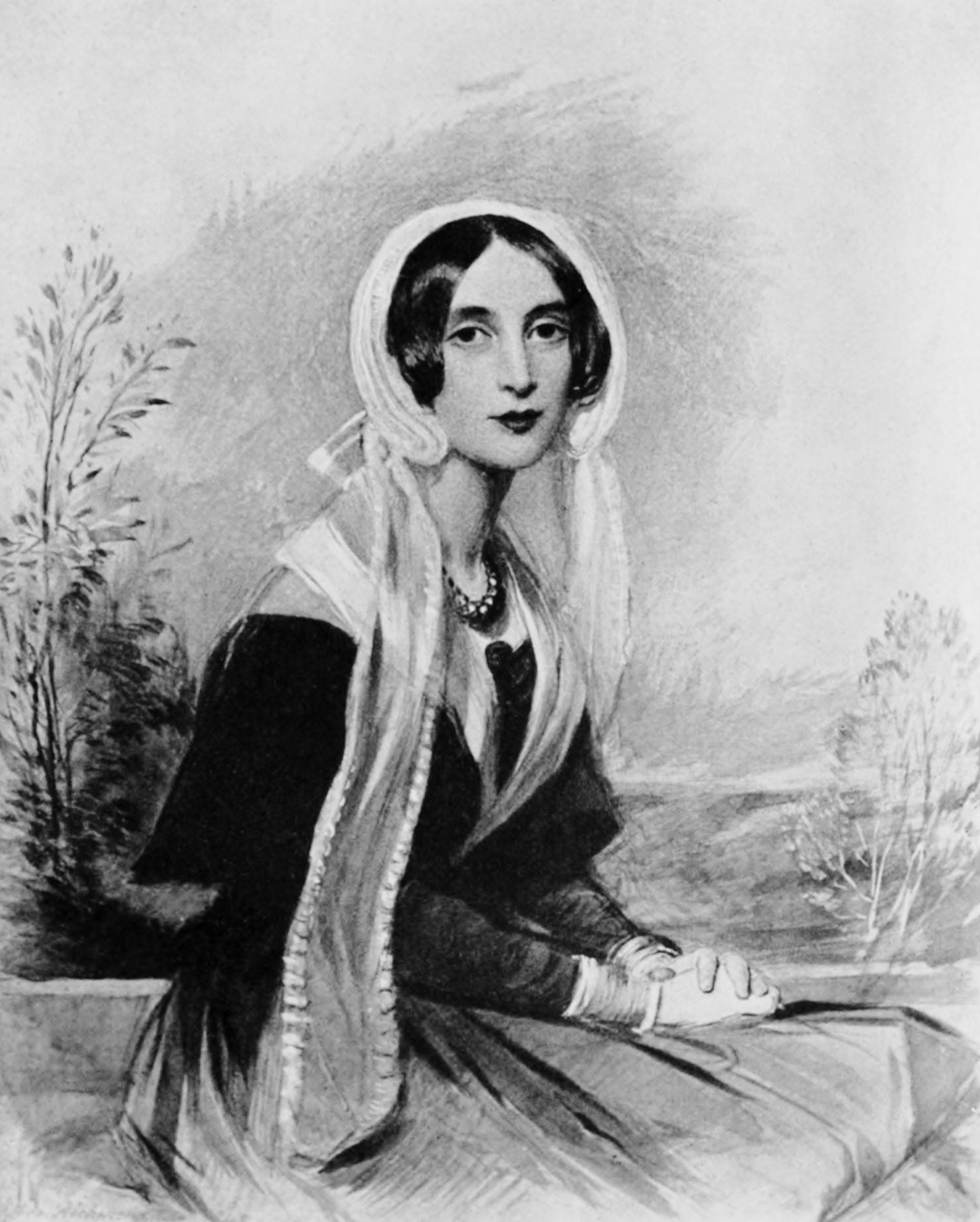
Sara Coleridge (* 1802)

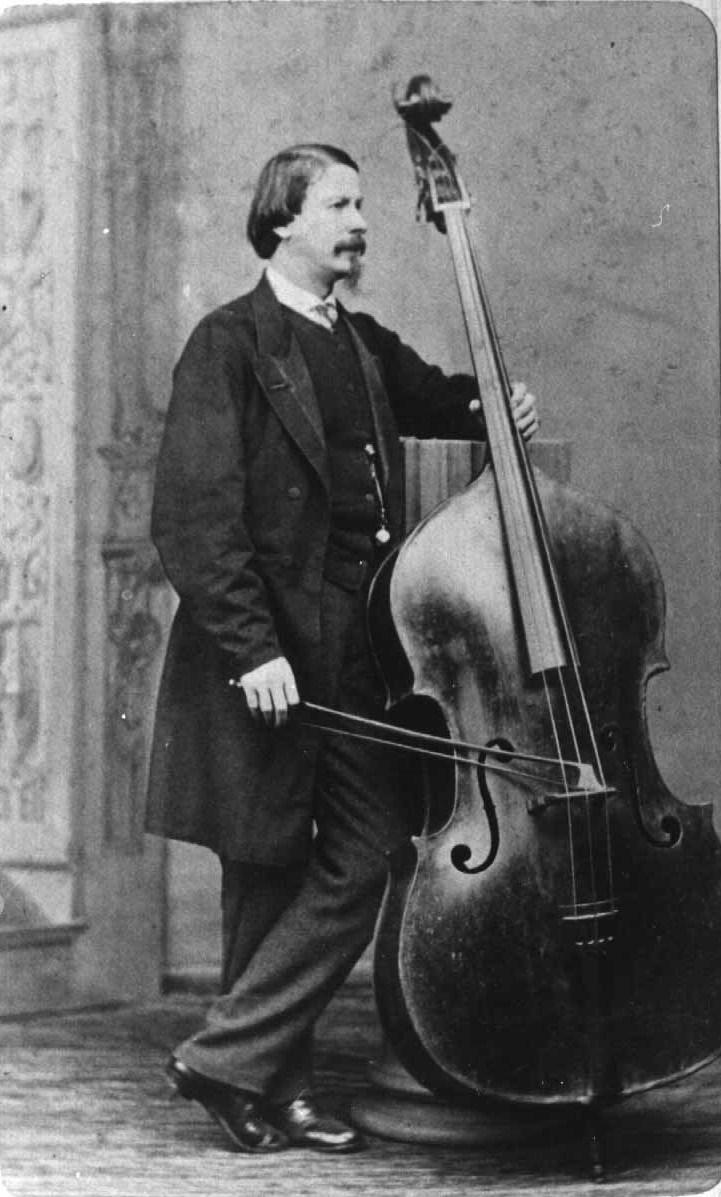
Giovanni Bottesini (* 1821)

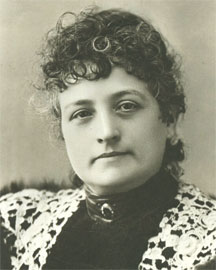
Teresa Carreño (* 1853)

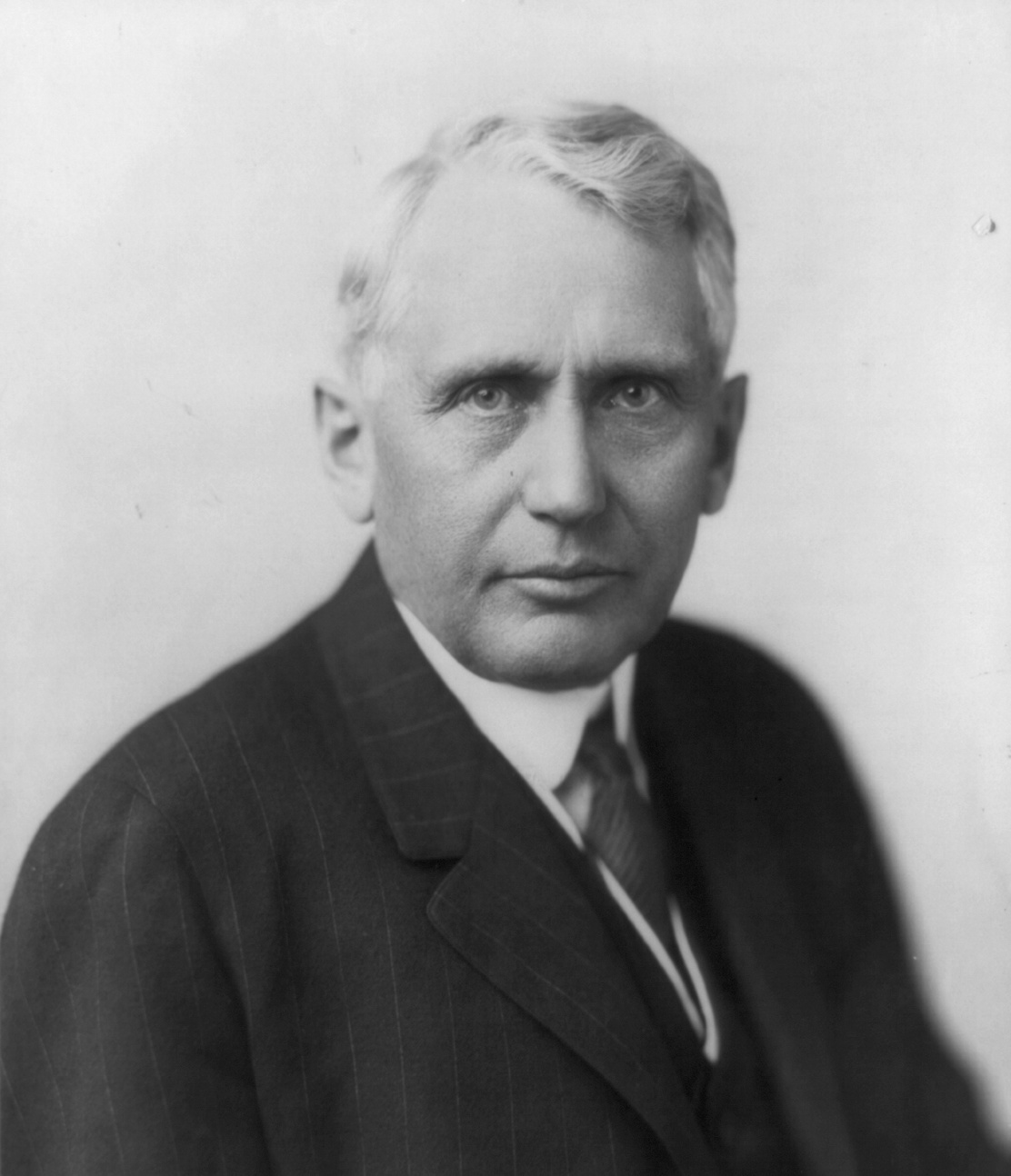
Frank Billings Kellog (* 1856)

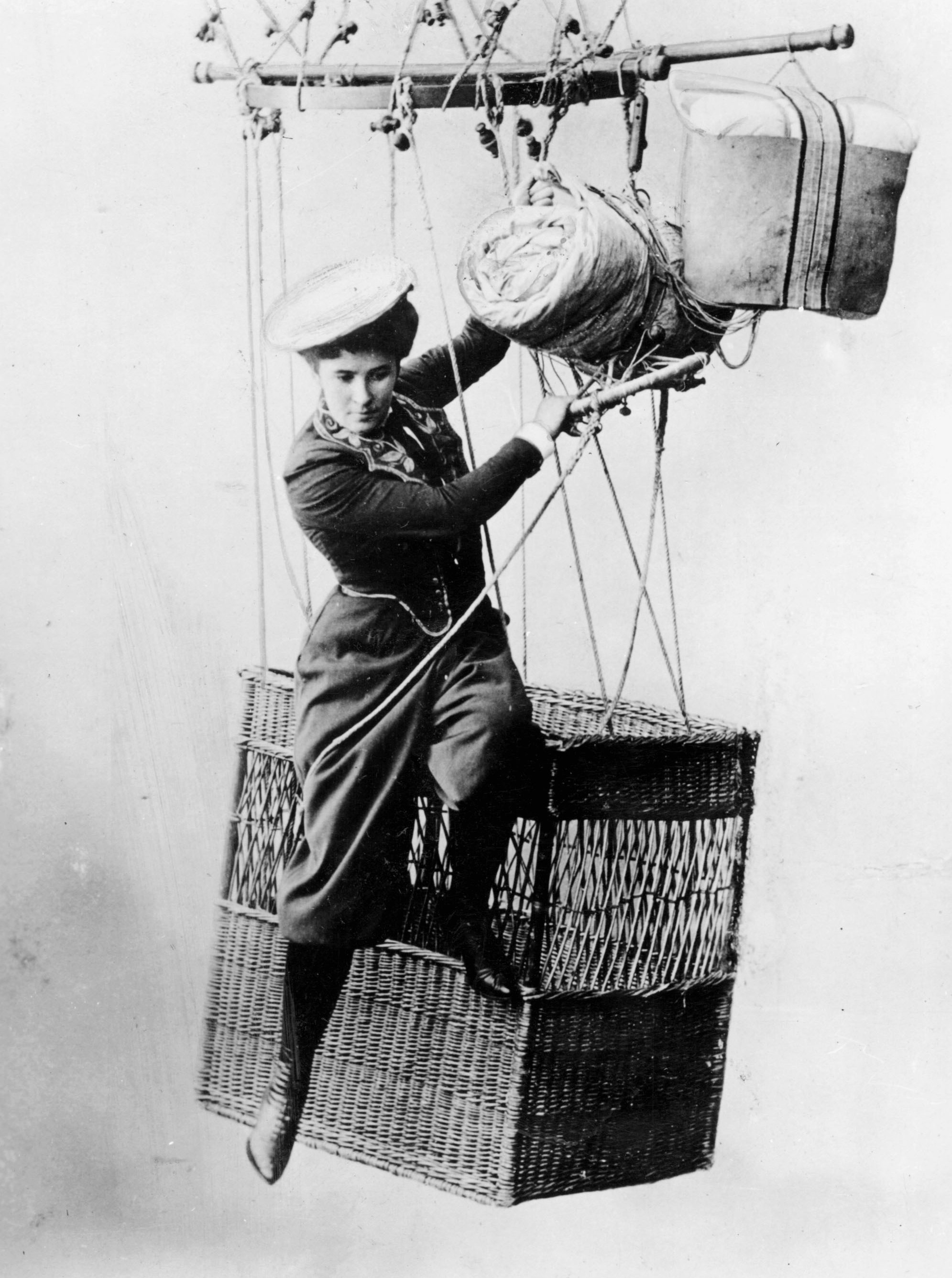
Käthe Paulus (* 1868)

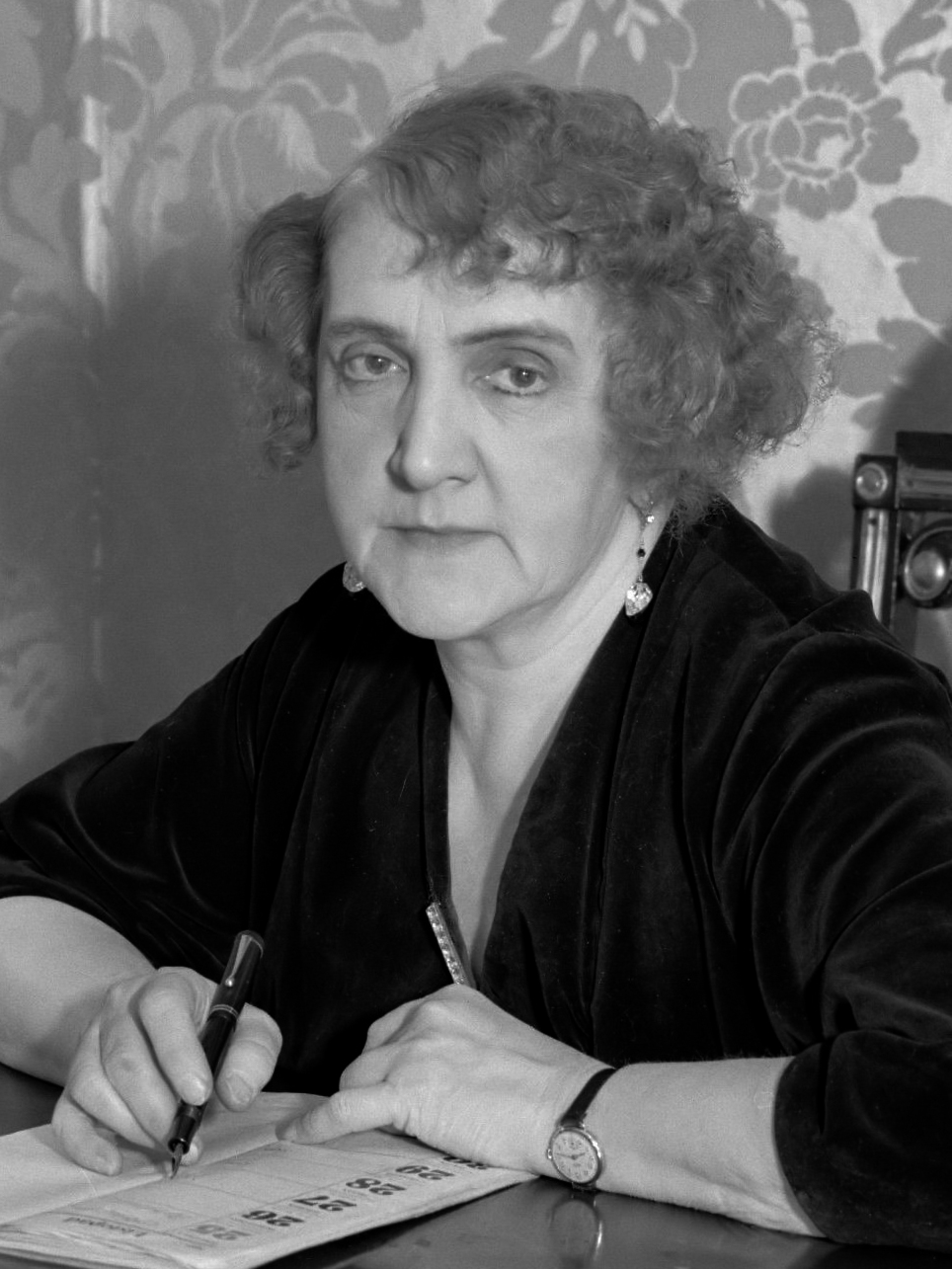
Janina Korolewicz-Waydowa (* 1876)

- 1802: Sara Coleridge, englische Schriftstellerin und Übersetzerin
- 1804: Georg Adolph Demmler, deutscher Architekt
- 1806: Carl Ferdinand Adam, deutscher Musikpädagoge, Kantor, Chorleiter und Komponist
- 1807: Karl Ludwig Grotefend, deutscher Historiker und Numismatiker
- 1807: Johan Sebastian Welhaven, norwegischer Schriftsteller
- 1811: Leopold von Sternberg, österreichischer General der Kavallerie
- 1815: Johann Jakob Bachofen, Schweizer Jurist und Altertumsforscher
- 1817: Tuiskon Ziller, deutscher Philosoph und Pädagoge
- 1819: Franz Abt, deutscher Komponist und Kapellmeister
- 1821: Giovanni Bottesini, italienischer Komponist und Kontrabassist
- 1821: Ephraim King Wilson, US-amerikanischer Politiker
- 1822: Agnes von Auer, deutsche Schriftstellerin
- 1822: Gerson von Bleichröder, deutscher Bankier
- 1822: Charles Lebouc, französischer Cellist
- 1823: Thomas Wentworth Higginson, US-amerikanischer Schriftsteller und Abolitionist
- 1826ː Élise de Pressensé, schweizerisch-französische Autorin und Wohltäterin
- 1828: Eduard Schönfeld, deutscher Astronom
- 1831: Viktor Kaifer, deutscher Beamter und Politiker
- 1833: Paulin Gschwind, Schweizer katholischer und späterer christkatholischer Geistlicher
- 1838: Florian Kindle, liechtensteinischer Komponist und Priester
- 1839: John Nevil Maskelyne, britischer Bühnenzauberer und Erfinder
- 1841: Otto Piper, deutscher Jurist, Kommunalpolitiker, Kunsthistoriker und Burgenforscher
- 1845: Rudolf Heinrich, deutscher Lokalpolitiker
- 1846: Andreas Hallén, schwedischer Komponist, Dirigent und Musikpädagoge
- 1848: Ulrich von Wilamowitz-Moellendorff, deutscher Altphilologe
- 1849: Christian Rohlfs, deutscher Expressionist
- 1850: Constantin Fahlberg, deutscher Industrieller und Chemiker, Erfinder des Saccharin
- 1850: Victoriano Huerta, mexikanischer General, Staatspräsident
- 1852: Bruno Kircheisen, deutscher Orgelbauer
- 1853: Teresa Carreño, venezolanische Pianistin und Komponistin
- 1853: Jewgraf Stepanowitsch Fjodorow, russischer Kristallograph und Mineraloge
- 1853: Édouard de Reszke, französischer Opernsänger (Bass) polnischer Herkunft
- 1856: Frank Billings Kellogg, US-amerikanischer Jurist und Diplomat, Nobelpreisträger
- 1858: Giacomo Puccini, italienischer Komponist
- 1859: Otto Hölder, deutscher Mathematiker
- 1860: Richard Hanitsch, deutscher Museumskurator
- 1861: Hermann Gehrmann, deutscher Musikkritiker und Komponist
- 1861: Eugen Märklin, deutscher Unternehmer
- 1861: Ochiai Naobumi, japanischer Lyriker und Literaturwissenschaftler
- 1862: Connie Mack, US-amerikanischer Baseballspieler, -manager und -teambesitzer
- 1864: John Alfred McDowell Adair, US-amerikanischer Politiker, Mitglied des Repräsentantenhauses
- 1866: Mieczysław Surzyński, polnischer Organist und Komponist
- 1867: Joseph Maria Olbrich, österreichischer Architekt
- 1868: Käthe Paulus, deutsche Luftschifferin und Luftakrobatin, Erfinderin des zusammenlegbaren Fallschirms
- 1869: Edwin Arlington Robinson, US-amerikanischer Dichter
- 1873: Carl Kraemer, deutscher Tierschützer
- 1874: Erhard Auer, deutscher Politiker, MdL, Landesminister
- 1874: Franz Schmidt, österreichischer Musikpädagoge und Komponist
- 1876: Janina Korolewicz-Waydowa, polnische Opernsängerin und Musikpädagogin
- 1876: Filippo Tommaso Marinetti, italienischer Dichter, Begründer des Futurismus
- 1879: Minna Specht, deutsche Pädagogin und Sozialistin
- 1880: Arthur Moser, Schweizer Politiker und Architekt
- 1880: Dawid Przepiórka, polnischer Schachspieler
- 1881: Franz Springer, deutscher Komponist und Dirigent
- 1883: Rudolf Kalvach, österreichischer Grafiker
- 1883: Edgar Varèse, französisch-US-amerikanischer Komponist und Dirigent
- 1887: Edgar Atzler, deutscher Physiologe
- 1887: Wolf von Wolffersdorff, deutscher Politiker und Landrat
- 1887: Srinivasa Ramanujan, indischer Mathematiker
- 1888: J. Arthur Rank, britischer Industrieller und Filmproduzent
- 1890: Heinrich Luhmann, deutscher Pädagoge und Heimatdichter
- 1890: Nol van Berckel, niederländischer Fußballspieler
- 1892: Herman Potočnik, österreichischer Offizier und Raumfahrttheoretiker
- 1892: Lawrence Sperry, US-amerikanischer Pilot und Erfinder
- 1892: Peter Tatsuo Doi, japanischer Priester, Erzbischof von Tokio und Kardinal
- 1893: Ulrich Buchholz, deutscher General
- 1893: Philipp Fürchtegott Reemtsma, deutscher Zigarettenfabrikant und Kunstmäzen
- 1894: Mihail Andricu, rumänischer Komponist, Pianist, Musikkritiker und Musikpädagoge
- 1894: Giulio Masetti, italienischer Adeliger und Automobilrennfahrer
- 1897: Max Hansen, dänischer Kabarettist, Filmschauspieler und Sänger
- 1898: Heartley Anderson, US-amerikanischer American-Football-Spieler und -Trainer
- 1898: Wladimir Alexandrowitsch Fock, russischer Physiker
- 1898: Edouard Probst, Schweizer Automobilrennfahrer
- 1898: Paul Schatz, deutsch-schweizerischer Anthroposoph, Künstler, Erfinder und Techniker

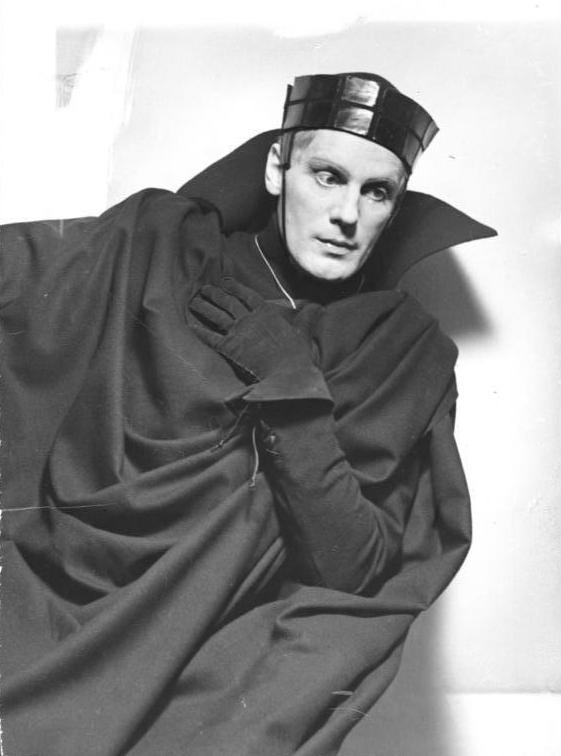
Gustaf Gründgens (* 1899)

- 1899: Gustaf Gründgens, deutscher Schauspieler, Regisseur und Intendant
- 1899ː Clara Stier-Somlo, deutsche Volkswirtin, Bibliothekarin und Hochschullehrerin, Holocaustopfer
- 1900: Marc Allégret, französischer Regisseur
- 1900: Erich Frost, deutscher Leiter der Zeugen Jehovas und Komponist
- 1900: John C. Slater, US-amerikanischer Physiker und Chemiker

### 20. Jahrhundert

#### 1901–1925
- 1901: Fritz Gils, deutscher Zeichenlehrer, Künstler und Maler
- 1902: August Neuburger, deutscher Jurist und Politiker, MdL, MdB
- 1903: Haldan K. Hartline, US-amerikanischer Physiologe
- 1903: Alfonso de Silva, peruanischer Komponist
- 1905: Pierre Brasseur, französischer Schauspieler
- 1905: Pierre Levegh, französischer Autorennfahrer
- 1907: Robert Anasch, deutscher Widerstandskämpfer, Opfer des Nationalsozialismus
- 1907: Peggy Ashcroft, britische Schauspielerin
- 1907: Fermin Rocker, britischer Maler und Anarchist
- 1907: Irene Britton Smith, US-amerikanische Komponistin
- 1907: Fred M. Wilcox, US-amerikanischer Filmregisseur
- 1908: Max Bill, Schweizer Architekt, Künstler und Designer
- 1908: Giacomo Manzù, italienischer Bildhauer, Grafiker und Zeichner
- 1908: Paula Mollenhauer, deutsche Leichtathletin und Handballspielerin, Olympiamedaillengewinnerin
- 1909: Patricia Hayes, britische Komikerin und Schauspielerin
- 1909: Gerd Völs, deutscher Ruderer
- 1912: Franzleo Andries, deutscher Komponist, Musikproduzent und Schlagertexter
- 1912: Lady Bird Johnson, US-amerikanische Umweltschützerin, Ehefrau des Staatspräsidenten Lyndon B. Johnson
- 1912: Rudolf Jubelt, deutscher Mineraloge, Petrograph und Hochschullehrer
- 1912: Oscar Moret, Schweizer Komponist und Professor
- 1913: Rudolf Krämer-Badoni, deutscher Schriftsteller
- 1914: Klaus Konrad, deutscher Politiker, MdL, MdB
- 1919: Lil Green, US-amerikanische Blues-Sängerin
- 1919: Paul Kamer, Schweizer katholischer Geistlicher, Lehrer und Bühnenautor
- 1919: Gerd Pfeiffer, deutscher Jurist, Präsident des Bundesgerichtshofs
- 1919: Irina Wjatscheslawowna Rakobolskaja, russische Offizierin und Professorin, Stabschefin der „Nachthexen“
- 1919: Ernst Strachwitz, österreichischer Politiker, Abgeordneter zum Nationalrat
- 1921: Dimitris Fampas, griechischer Gitarrist und Komponist
- 1921: Hawkshaw Hawkins, US-amerikanischer Musiker
- 1921: Robert Kurka, US-amerikanischer Komponist
- 1921: Laine Mets, estnische Pianistin und Musikpädagogin
- 1921: Reinhold Stecher, österreichischer Theologe, Bischof von Innsbruck
- 1922: Peter Lorenz, deutscher Politiker, MdL, MdB, Parlamentarischer Staatssekretär, Entführungsopfer
- 1923ː Monique Berlioux, französische Schwimmerin, Journalistin und Sportfunktionärin
- 1924: Frank Corsaro, US-amerikanischer Theater-, Opern- und Filmregisseur
- 1924: Tonny van Ede, niederländischer Fußballspieler
- 1924: Friedrich Lotter, deutscher Historiker
- 1925: Luciana Angiolillo, italienische Schauspielerin
- 1925: Thomas Christian David, österreichischer Komponist, Dirigent, Chorleiter und Flötist
- 1925ː Wera Ostwaldt, deutsche Künstlerin
- 1925: Walter Womacka, deutscher Künstler und Kulturfunktionär in der DDR

#### 1926–1950

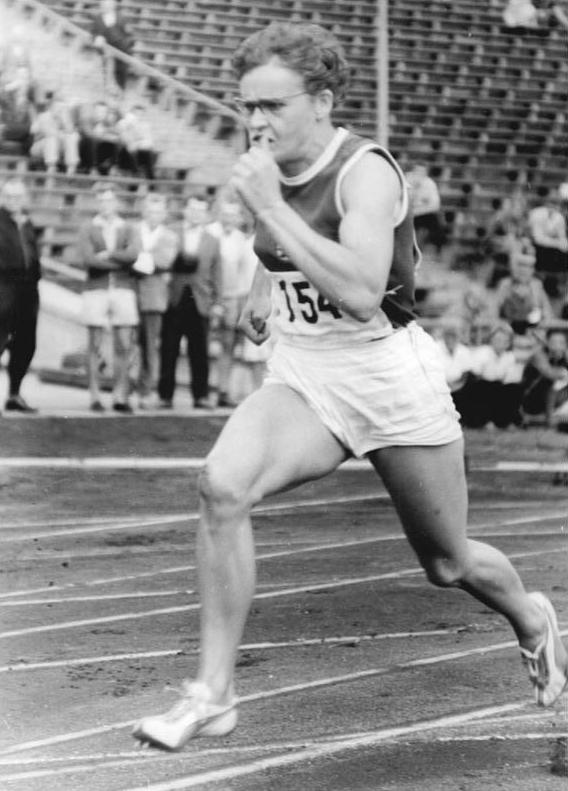
Gisela Birkemeyer (* 1931)

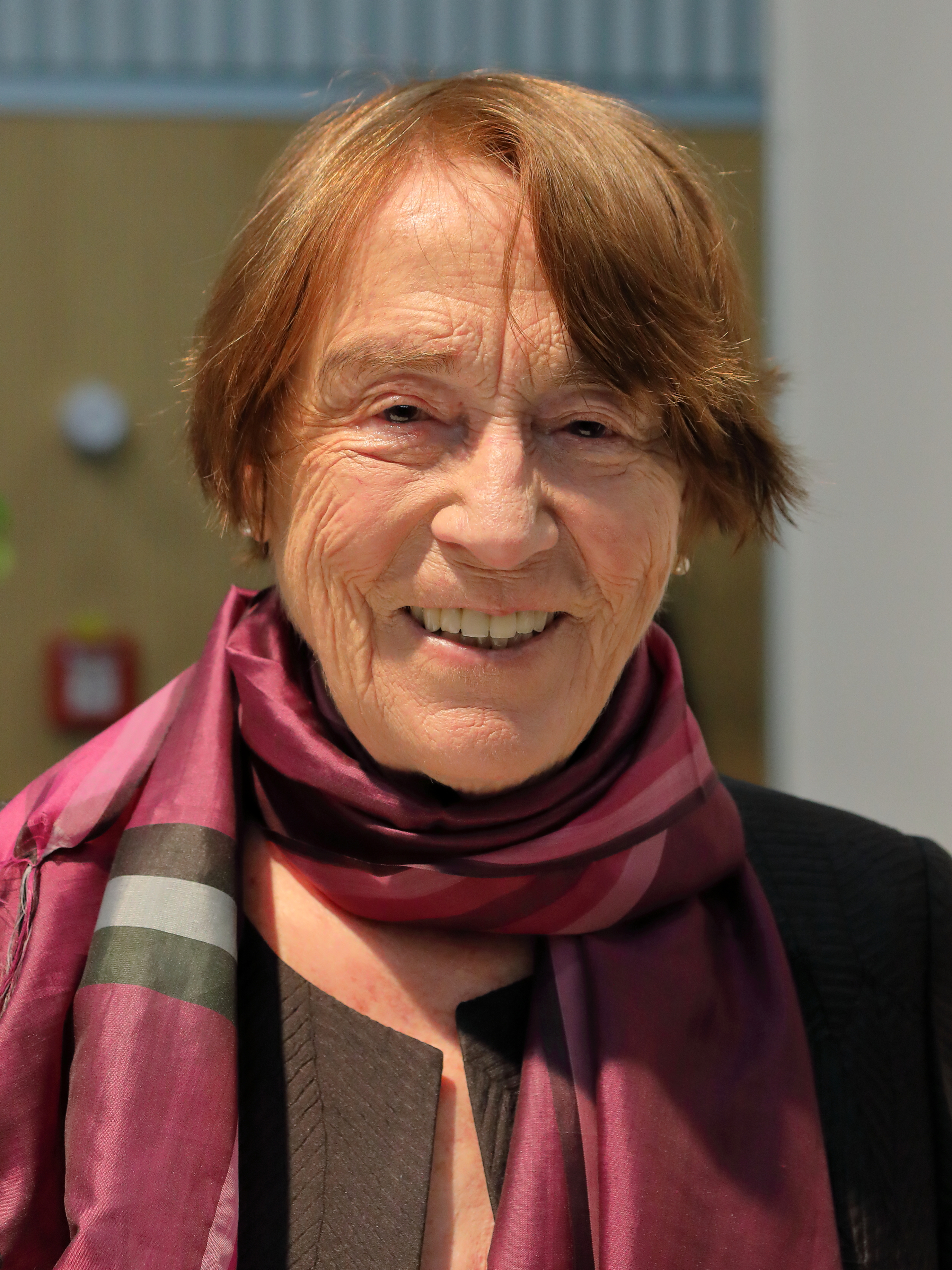
Renate Welsh (* 1937)

- 1926: Demetrio Ignacio Aquino Aquino, paraguayischer Bischof
- 1926: Alcides Ghiggia, uruguayischer Fußballspieler
- 1926: James D. Ployhar, US-amerikanischer Komponist und Dirigent
- 1927: Ferdinand Zechmeister, österreichischer Fußballspieler
- 1928: Ib Hansen, dänischer Opernsänger und Schauspieler
- 1928: Regine Lutz, Schweizer Schauspielerin
- 1929: Hugo Loetscher, Schweizer Schriftsteller
- 1930: Lothar Dombrowski, deutscher Journalist und Moderator
- 1930: Herbert Pilz, deutscher Koch, Gastronomiehistoriker, Fach- und Kochbuchautor
- 1931: Gisela Birkemeyer, deutsche Leichtathletin, Olympiamedaillengewinnerin
- 1935: Ursula Hill-Samelson, deutsche Mathematikerin und Informatikpionierin
- 1935: Alfi Kabiljo, kroatischer Komponist und Dirigent
- 1936: Hector Elizondo, puerto-ricanischer Schauspieler
- 1937: Pierre Cao, luxemburgischer Musiker, Dirigent und Komponist
- 1937: Christian Speck, Schweizer Politiker, Nationalrat
- 1937: Renate Welsh, österreichische Autorin
- 1938: Lucas Abadamloora, ghanaischer Bischof
- 1938: Ursula Apel, deutsche Hermann-Hesse-Forscherin
- 1938: Lucien Bouchard, kanadischer Diplomat und Politiker, Minister, Premierminister von Québec
- 1938: Georg Gölter, deutscher Politiker, MdB, Landesminister, MdL
- 1938: Brian Locking, britischer Bassgitarrist
- 1939: Fritz Kopperschmidt, deutscher Regattasegler
- 1939: Andy Petery, US-amerikanischer Autorennfahrer
- 1940: Eberhard Schöler, deutscher Tischtennisspieler
- 1940: Sigrid Semper, deutsche Politikerin, MdB
- 1942: Anju Angelow, bulgarischer General und Politiker, Verteidigungsminister
- 1942: Dick Parry, britischer Saxophonist
- 1942: John Casablancas, spanisch-US-amerikanischer Unternehmer und Model

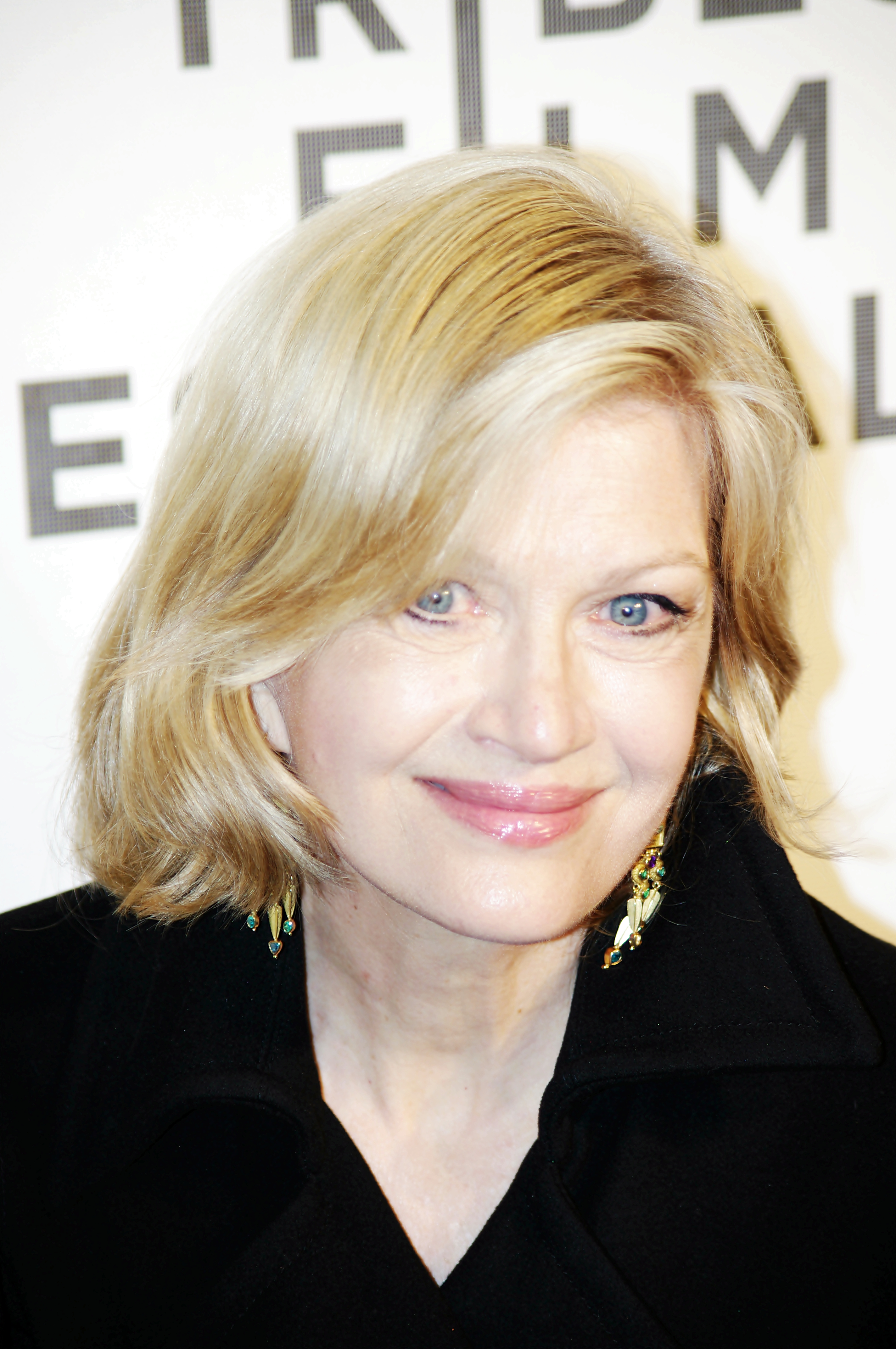
Diane Sawyer (* 1945)

- 1942: Hans-Dieter Schöne, deutscher Organist und Kirchenmusikdirektor
- 1943: Paul Wolfowitz, US-amerikanischer Politiker, Präsident der Weltbank
- 1944: Guido de Angelis, italienischer Sänger und Songschreiber (Oliver Onions)
- 1945: Konrad Beikircher, deutscher Kabarettist und Musiker
- 1945: Theodora Hantos, deutsche Althistorikerin und Professorin
- 1945: Ursula Haubner, österreichische Politikerin, LAbg, Bundesministerin, Abgeordnete zum Nationalrat
- 1945: Jean-Pierre Kutwa, ivorischer Theologe, Erzbischof von Abidjan
- 1945: Diane Sawyer, US-amerikanische Fernsehjournalistin und -moderatorin
- 1946: Robert van Ackeren, deutscher Kameramann, Filmregisseur und Filmproduzent
- 1946: Karin Oehme, deutsche Schauspielerin
- 1947ː Zora Palová, slowakische Glaskünstlerin
- 1947: Marcello Semeraro, italienischer Bischof und Kardinal
- 1948: Lana Walter, US-amerikanische Musikpädagogin und Komponistin
- 1949: Manfred Burgsmüller, deutscher Fußballspieler
- 1949: Maurice Gibb, britischer Sänger und Songwriter (Bee Gees)

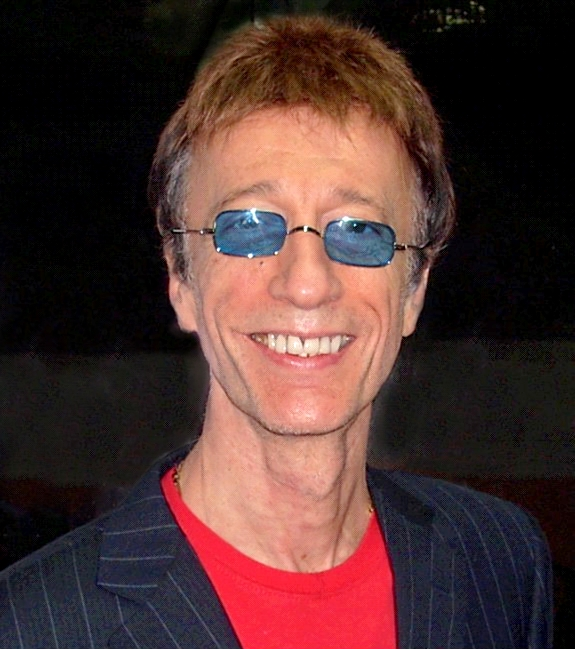
Robin Gibb (* 1949)

- 1949: Robin Gibb, britischer Sänger und Songwriter (Bee Gees)
- 1949: Ray Guy, US-amerikanischer American-Football-Spieler
- 1949: Knut vom Bovert, deutscher Rechtsanwalt und Lokalpolitiker
- 1950: Nino Holm, österreichischer Maler und Musiker (EAV)
- 1950: Roland Stegmayer, deutscher Fußballspieler
- 1950: Harald Strutz, deutscher Fußballfunktionär

#### 1951–1975
- 1951: John Kowalski, polnisch-US-amerikanischer Fußballtrainer
- 1951: Adam Wodnicki, polnischer Pianist und Musikpädagoge
- 1952: Uri Yehuda Ariel, israelischer Politiker, Minister
- 1952: Jacques Bossis, französischer Radrennfahrer
- 1952: Sandra Kalniete, lettische Politikerin, Ministerin, EU-Kommissarin
- 1952: Jochen Wiedemann, deutscher Ingenieur und Professor
- 1953: Jann Jakobs, deutscher Lokalpolitiker, Oberbürgermeister von Potsdam
- 1953: Paolo Mondini, italienischer Autorennfahrer
- 1953: Margit Schreiner, österreichische Schriftstellerin
- 1954: Anna Galiena, italienische Schauspielerin
- 1954: Joseph Kwaku Afrifah-Agyekum, ghanaischer Bischof
- 1954: Barbara Lanzinger, deutsche Politikerin, MdB
- 1954: Christian Liebig, deutscher Rockmusiker
- 1954: Detlef Hübner, deutscher Unternehmer und Automobilrennfahrer
- 1955: Gabriele Jörchel, deutsche Juristin, Richterin und Gerichtspräsidentin
- 1955: Thomas Südhof, deutsch-US-amerikanischer Biochemiker, Nobelpreisträger
- 1958: Marijam Agischewa, österreichische Schauspielerin
- 1958: Frank Gambale, australischer Gitarrist
- 1958: Jerzy Hawrylewicz, polnischer Fußballspieler
- 1958: Hans van der Heide, niederländischer Blasmusikkomponist und Arrangeur
- 1958: Kevin Kern, US-amerikanischer Pianist, Musiker und Komponist
- 1959: Bernd Schuster, deutscher Fußballspieler und -trainer
- 1959: Bryan Willman, US-amerikanischer Autorennfahrer
- 1960: Jean-Michel Basquiat, US-amerikanischer Graffitikünstler, Maler und Zeichner
- 1960: Felicitas Hoppe, deutsche Schriftstellerin
- 1960: David Pasquesi, US-amerikanischer Komiker und Schauspieler
- 1961: Helmut Krumminga, deutscher Rock-Gitarrist
- 1961: Karl Pronhagl, österreichischer Generalmajor
- 1961: Angelo Verploegen, niederländischer Jazztrompeter

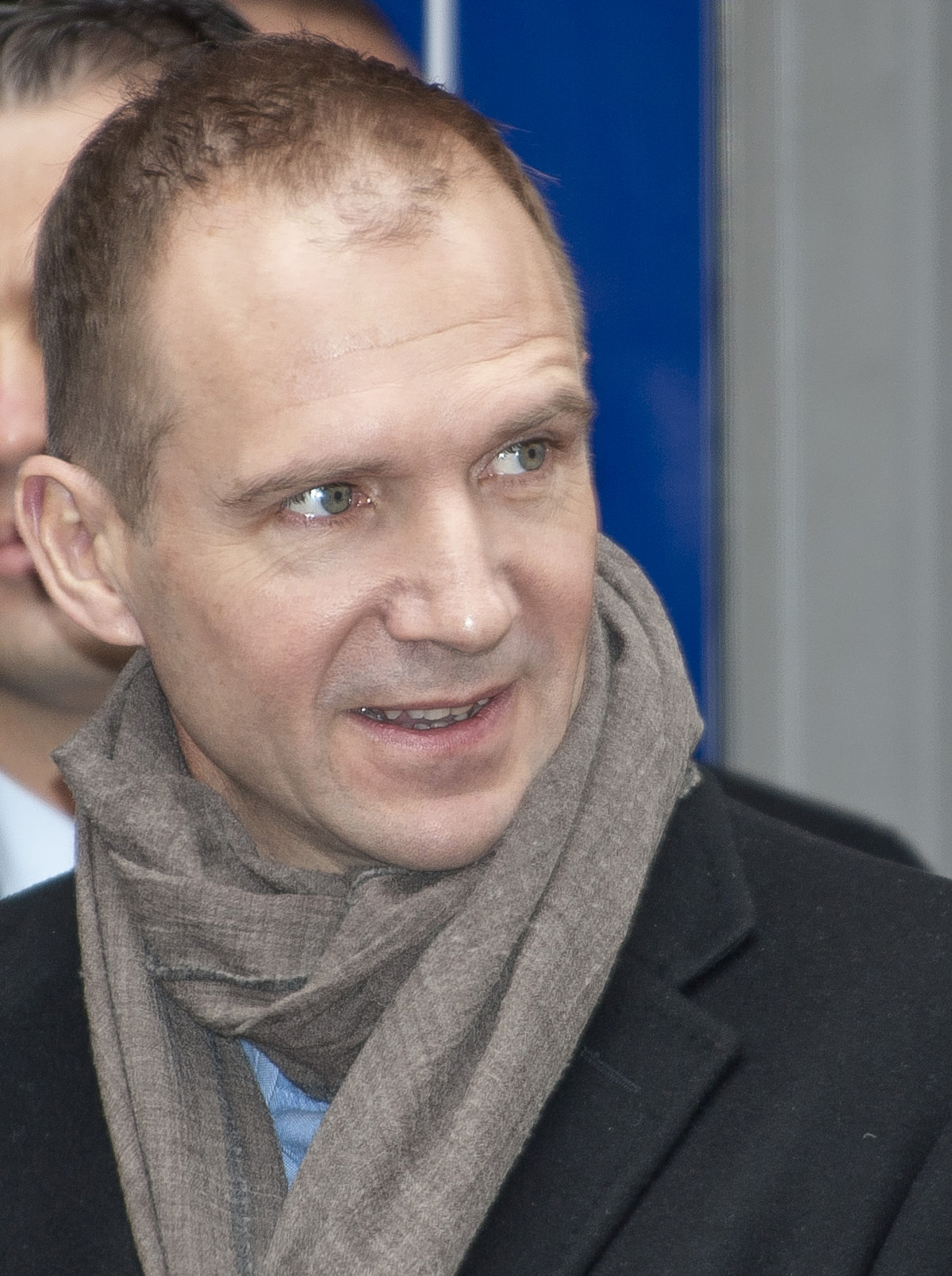
Ralph Fiennes (* 1962)

- 1962: Ralph Fiennes, britischer Schauspieler und Filmregisseur
- 1962: Jacques Schwarz-Bart, französischer Jazzsaxophonist
- 1962: Frank Vockroth, deutscher Schauspieler
- 1963: Mathias Ahrens, deutscher Feldhockey-Trainer
- 1963: Giuseppe Bergomi, italienischer Fußballspieler
- 1963: Christoph Keller, Schweizer Schriftsteller
- 1963: Karin Keller-Sutter, Schweizer Politikerin
- 1964: Wojciech Polak, polnischer Erzbischof und Primas der katholischen Kirche in Polen
- 1965: Sergi López, spanischer Schauspieler
- 1967: Martina Voss, deutsche Fußballspielerin und -trainerin
- 1968: Luis Hernández, mexikanischer Fußballspieler
- 1968: Dina Meyer, US-amerikanische Schauspielerin
- 1968: Frank Schäffler, deutscher Politiker, MdB
- 1969: Myriam Bédard, kanadische Biathletin, Olympiasiegerin
- 1969: Gianna Hablützel-Bürki, Schweizer Fechterin
- 1969: Dagmar Hase, deutsche Schwimmerin, Olympiasiegerin
- 1969: Martin Schmidt, deutscher Handballspieler
- 1970: Mutiu Adepoju, nigerianischer Fußballspieler
- 1970: Gary Anderson, schottischer Dartspieler
- 1970: Ted Cruz, US-amerikanischer Politiker, Senator
- 1970: Mark Dragunski, deutscher Handballer
- 1972: Hilke Altefrohne, deutsche Schauspielerin
- 1972: Franck Cammas, französischer Profisegler
- 1972: Alexandre Moos, Schweizer Radrennfahrer
- 1972: Steffi Jones, deutsche Fußballspielerin
- 1972: Ali Al Badwawi, emiratischer Fußballschiedsrichter

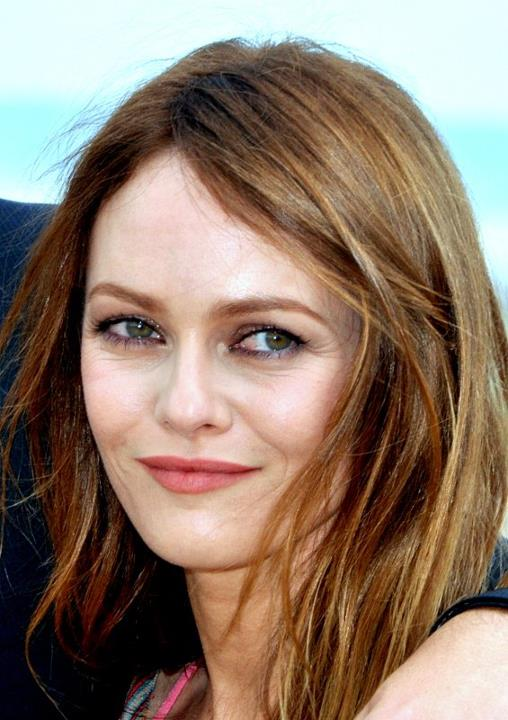
Vanessa Paradis (* 1972)

- 1972: Vanessa Paradis, französische Schauspielerin und Sängerin
- 1973: Dagmar Schönleber, deutsche Comedy-Darstellerin
- 1974: Martin Bretschneider, deutscher Schauspieler
- 1974: Christian Hoffmann, österreichischer Skilangläufer
- 1974: Dagmar Mair unter der Eggen, italienische Snowboarderin, Weltmeisterin
- 1975: Khaled Al Qubaisi, emiratischer Autorennfahrer
- 1975: Marvin Andrews, Fußballspieler aus Trinidad und Tobago
- 1975: Sergei Aschwanden, Schweizer Judoka
- 1975: Crissy Moran, US-amerikanische Pornodarstellerin

#### 1976–2000
- 1976: Patrick Heuscher, Schweizer Beachvolleyballspieler
- 1976: Jaap van Lagen, niederländischer Rennfahrer
- 1977: Steven Kleynen, belgischer Radrennfahrer
- 1977: Max Wiedemann, deutscher Filmproduzent
- 1980: Chris Carmack, US-amerikanischer Schauspieler und Fotomodell
- 1980: Lee Eun-ju, südkoreanische Schauspielerin
- 1980: Grzegorz Tkaczyk, polnischer Handballspieler
- 1981: Anja Antonowicz, deutsch-polnische Schauspielerin
- 1981: Cheek, finnischer Hip-Hop-Musiker
- 1981: Karin Hanczewski, deutsche Schauspielerin
- 1981: Momir Ilić, serbischer Handballspieler und -trainer
- 1981: Sandra Kuhn, deutsche Fernsehmoderatorin
- 1981: Troy Mellanson, antiguanischer Fußballspieler
- 1982: Jeffrey Campbell, jamaikanischer Musiker
- 1982: Britta Heidemann, deutsche Degenfechterin, Weltmeisterin, Olympiasiegerin
- 1982: Teko Modise, südafrikanischer Fußballspieler
- 1983: José Fonte, portugiesischer Fußballspieler
- 1984: Basshunter, schwedischer Musiker und DJ
- 1984: David Müller, deutscher Fußballspieler
- 1985: Enis Alushi, deutscher Fußballspieler
- 1985: José Vicente Toribio, spanischer Radrennfahrer
- 1986: Umar Farouk Abdulmutallab, nigerianischer Terrorist
- 1987: Lisa Andreas, englisch-zypriotische Sängerin
- 1987: Éder, portugiesischer Fußballspieler
- 1988: Juventina Napoleão, osttimoresische Marathonläuferin
- 1988: Jyotshna Polavarapu, indische Badmintonspielerin
- 1988: Kaja Schmäschke, deutsche Handballspielerin

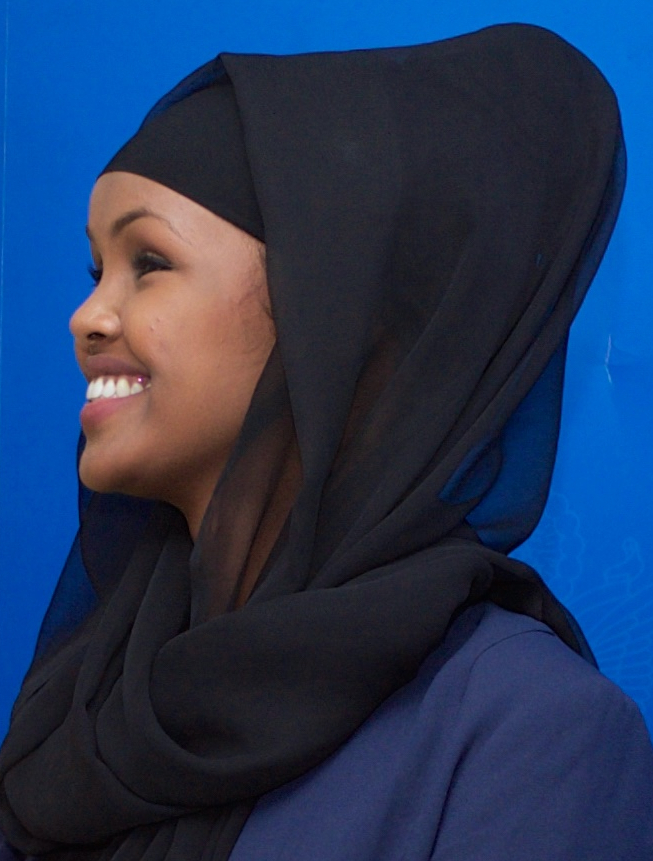
Ilwad Elman (* 1989)

- 1989: Ilwad Elman, somalisch-kanadische Friedens- und Menschenrechtsaktivistin
- 1989: Jordin Sparks, US-amerikanische Sängerin
- 1990: Jean-Baptiste Maunier, französischer Sänger und Schauspieler
- 1990: Josef Newgarden, US-amerikanischer Rennfahrer
- 1991: Marthe Lola Deutschmann, deutsche Schauspielerin
- 1991: Jonas Langmann, deutscher Eishockeyspieler
- 1992: Achraf Kharroubi, marokkanischer Boxer
- 1993: Meghan Trainor, US-amerikanische Songwriterin und Popsängerin
- 1993: Artem Tyschtschenko, ukrainischer Biathlet
- 1994: Thibaut Favrot, französischer Skirennläufer
- 1995: Kalen Ballage, US-amerikanischer American-Football-Spieler
- 1998: Genevieve Hannelius, US-amerikanische Schauspielerin
- 1998: Latto, US-amerikanische Rapperin
- 1998: Edgars Mise, lettischer Biathlet
- 1999: Nuraly Älip, kasachischer Fußballspieler
- 2000: Joshua Bassett, US-amerikanischer Schauspieler, Sänger und Songwriter

## Gestorben

### Vor dem 16. Jahrhundert
- 0866: Hungerus Frisus, Bischof von Utrecht
- 1100: Břetislav II., böhmischer Herzog
- 1104: Berk-Yaruq, Sultan der Großseldschuken
- 1115: Olaf Magnusson, König von Norwegen
- 1136: Jutta von Sponheim, Magistra des Nonnenkonvents vom Kloster Disibodenberg
- 1204: Fujiwara no Shunzei, japanischer Dichter
- 1239: Johann II. von Nesle, Herr von Nesle und Burggraf von Brügge
- 1314: Rudolf III., Graf von Habsburg-Laufenburg
- 1316: Aegidius Romanus, italienischer Augustiner-Eremit
- 1366: Konrad I., Herzog von Glogau und Herr von Großpolen
- 1397: Guido II., Graf von Blois, Dunois und Soissons, sowie Herr von Chimay und Avesnes
- 1419: Johannes XXIII., Gegenpapst 1410–1415
- 1476: Isabella Neville, älteste Tochter von Richard Neville

### 16. bis 18. Jahrhundert
- 1508: Erich II., Herzog zu Mecklenburg
- 1526: Antonius, Graf von Holstein-Pinneberg und Schauenburg
- 1530: Willibald Pirckheimer, deutscher Humanist
- 1560: Caspar Vogt von Wierandt, Dresdner Festungsbaumeister
- 1572: Hermann von Vechtelde, deutscher Rechtsgelehrter, Bürgermeister der Hansestadt Lübeck
- 1580: Giovanni Boccalini, italienischer Architekt
- 1585: Vittoria Accoramboni, italienische Adlige
- 1612: Francesco IV. Gonzaga, Herzog von Mantua und Montferrat
- 1641: Maximilien de Bethune, französischer Offizier und Staatsmann, Minister, Marschall von Frankreich
- 1666: Giovanni Francesco Barbieri, italienischer Maler des Barock („Il Guercino“)
- 1675: Francis Lovelace, englischer Kolonialgouverneur der Provinz New York
- 1693: Elisabeth Hevelius, Danziger Astronomin
- 1696: Sigmund Ignaz von Wolkenstein-Trostburg, Bischof von Chiemsee
- 1703: Vitus Handschuher, deutscher Bildhauer
- 1704: Paolo Boccone, italienischer Arzt und Botaniker
- 1708: Hedwig Sophia von Schweden, Herzogin von Schleswig-Holstein-Gottorf
- 1716: Tobias Reimers, deutscher Jurist, Bürgermeister von Lüneburg
- 1724: Johann Christoph Ettner, deutscher Mediziner und Romanautor
- 1732: Johann Peter Münch von Münchenstein-Löwenburg, Schweizer Beamter
- 1733: Johann Georg Becht, Bürgermeister von Heilbronn
- 1734: Matthias Pussjäger, Tiroler Maler
- 1737: Luca Antonio Colomba, Schweizer Maler
- 1748: Johann Nepomuk Karl, Fürst von Liechtenstein
- 1750: Georg Friedrich Christian Seekatz, deutscher Maler
- 1751: Johann Tobias Augustynowicz, Erzbischof von Lemberg
- 1754: Willem van Keppel, 2. Earl of Albemarle, britischer Offizier, Politiker und Diplomat, Gouverneur von Virginia
- 1754: Jakob Oeckhl, österreichischer Baumeister
- 1760: Giuseppe Besozzi, italienischer Oboist
- 1761: Christoph Pantzner, mährisch-österreichischer Orgelbauer
- 1764: Ladislaus Amade von Várkonyi, ungarischer Dichter
- 1767: John Newbery, englischer Verleger und Buchhändler
- 1770: Johann Hinrich Armowitz, deutscher Metall- und Glockengießer
- 1785: Jan de Witte, polnischer Architekt und Offizier, Generalleutnant der Kronarmee
- 1788: Robert Goldsborough, Delegierter von Maryland im Kontinentalkongress
- 1788: Percivall Pott, englischer Chirurg
- 1791: William Bryant, englischer Fischer und Sträfling

### 19. Jahrhundert
- 1808: Johann Heinrich Tischbein der Jüngere, deutscher Maler und Kupferstecher
- 1819: Jean-Pierre de Beaulieu, österreichischer Feldzeugmeister
- 1824: Georges de Rougemont, Schweizer Jurist und Politiker
- 1828: William Hyde Wollaston, britischer Chemiker
- 1835: Franz von Paula Schrank, deutscher Jesuit, Botaniker und Insektenforscher
- 1837: Lino Gallardo, venezolanischer Komponist
- 1839: Robert Todd Lytle, US-amerikanischer Politiker, Mitglied des Repräsentantenhauses
- 1841: Daniil Kaschin, russischer Komponist
- 1846: Jean Baptiste Bory de Saint-Vincent, französischer Naturforscher, Botaniker und Oberst
- 1847: Engelbert Schue, deutscher katholischer Geistlicher und Hochschullehrer
- 1853: Sophie Anna von Reventlow, dänische Malerin
- 1856: Maximilian Speck von Sternburg, deutscher Kaufmann, Unternehmer und Kunstsammler
- 1859: Gottlieb Weissmann, deutscher Fossiliensammler und Apotheker
- 1864: Ferdinand Anderson, deutscher Jurist und Politiker, Abgeordneter der Frankfurter Nationalversammlung
- 1866: Rudolf Kocher, Schweizer evangelischer Geistlicher und Schriftsteller
- 1867: Jacob Jacobsen Dampe, dänischer Theologe und Philosoph
- 1867: John W. Dana, US-amerikanischer Politiker, Gouverneur von Maine
- 1867: Cornelius S. Hamilton, US-amerikanischer Politiker, Mitglied des Repräsentantenhauses
- 1867: Jean-Victor Poncelet, französischer Mathematiker, Ingenieur und Physiker
- 1867: Théodore Rousseau, französischer Maler und Gründer der Schule von Barbizon
- 1872: Jakob Becker, deutscher Maler, Radierer und Lithograph
- 1875: Nikolai Titow, russischer Komponist
- 1880: George Eliot, eigentlich Mary Ann Evans, britische Schriftstellerin
- 1882: Leopold Alexander Friedrich Arends, deutscher Stenograf und Systemerfinder
- 1886: Otto Möllinger, Schweizer Naturwissenschaftler, Erfinder und Unternehmer
- 1891: Paul de Lagarde, deutscher Kulturphilosoph und Orientalist
- 1898: Wilhelm Dames, deutscher Paläontologe und Geologe
- 1899: Pascual Ortega Portales, chilenischer Maler
- 1900: Leonhard von Blumenthal, preußischer Generalfeldmarschall

### 20. Jahrhundert

#### 1901–1950

Gertraut Chales de Beaulieu († 1902)

- 1902ː Gertraut Chales de Beaulieu, deutsche Schriftstellerin
- 1902: Richard von Krafft-Ebing, österreichischer Psychiater
- 1908: Georg Christian von Lobkowitz, böhmischer Adeliger und Politiker
- 1917: Franziska Xaviera Cabrini, italienisch-US-amerikanische Ordensgründerin
- 1919: Hermann Weingärtner, deutscher Turner, Olympiasieger
- 1920: Henri Fazy, Schweizer Historiker, Archivar und Politiker
- 1922: Maximilian von Soden-Fraunhofen, bayerischer Gutsbesitzer und Politiker
- 1923: Georg Luger, österreichischer Waffentechniker, Erfinder der Parabellum-Pistole
- 1925: Alice Heine, Herzogin von Richelieu und Fürstin von Monaco
- 1925: Ernst von Hessen-Philippsthal, letzter Titular-Landgraf von Hessen-Philippsthal

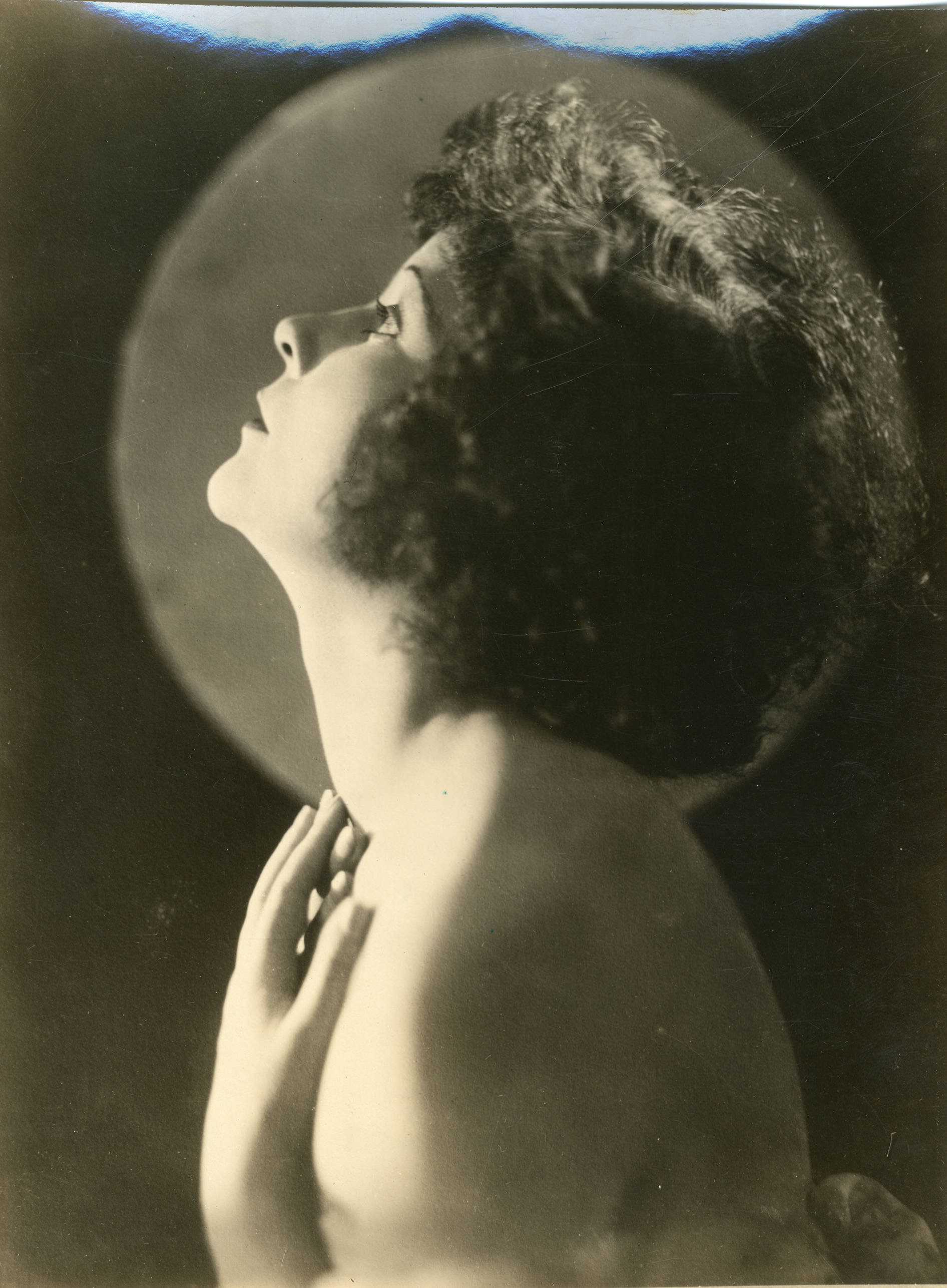
Mary Thurman († 1925)

- 1925ː Mary Thurman, US-amerikanische, jung verstorbene Schauspielerin der Stummfilmära
- 1926: Geneviève Halévy, Pariser Salonnière
- 1927: Jacques Rutty, Schweizer Jurist und Politiker
- 1930: Vintilă Brătianu, rumänischer Politiker und Ministerpräsident
- 1932: François-Xavier Mercier, kanadischer Sänger, Musikpädagoge und Komponist
- 1938: Maximilian Graf von Wiser, deutscher Augenarzt
- 1939: Ma Rainey, US-amerikanische Bluessängerin, Erfinderin des Blues
- 1940: Nathanael West, US-amerikanischer Schriftsteller
- 1941: Lina Bögli, Schweizer Reiseschriftstellerin
- 1941: Karel Hašler, tschechischer Schauspieler, Sänger, Kabarettist, Autor, Regisseur und Filmproduzent
- 1941: Leopoldo Mugnone, italienischer Dirigent und Komponist
- 1942: Hans Anetsberger, deutscher Porträt- und Landschaftsmaler
- 1942: Hans Coppi, deutscher Widerstandskämpfer, Opfer des Nationalsozialismus
- 1942: Harro Schulze-Boysen, deutscher Widerstandskämpfer, Opfer des Nationalsozialismus
- 1942: Libertas Schulze-Boysen, deutsche Widerstandskämpferin, Opfer des Nationalsozialismus
- 1942: Elisabeth Schumacher, deutsche Widerstandskämpferin, Opfer des Nationalsozialismus
- 1942: Kurt Schumacher, deutscher Widerstandskämpfer, Opfer des Nationalsozialismus
- 1942: Ilse Stöbe, deutsche Journalistin und Widerstandskämpferin, Opfer des Nationalsozialismus
- 1942: Gerhard Wartenberg, deutscher Autor, Anarchosyndikalist
- 1943: Franz Gribel, deutscher Reeder
- 1943: Beatrix Potter, britische Kinderbuchautorin und Illustratorin
- 1943: Heinrich Pudor, deutscher Publizist und Pionier der Freikörperkultur in Deutschland
- 1944: Harry Langdon, US-amerikanischer Schauspieler
- 1947: Auguste Distave, belgischer Graphiker
- 1949: Wilhelm August Lautenschläger, deutscher Komponist und Pianist
- 1950: Julius Weismann deutscher Komponist

#### 1951–2000
- 1952: Vincas Bacevičius, litauischer Musikpädagoge, Pianist, Dirigent und Komponist
- 1958ː Kurt Müller, deutscher Jurist, evangelischer Theologe und Widerstandskämpfer
- 1961: William Hawley Atwell, US-amerikanischer Jurist
- 1965: Herbert Demetz, italienischer Automobilrennfahrer
- 1966: Harry Beaumont, US-amerikanischer Filmregisseur
- 1966: Lucy Burns, US-amerikanische Frauenrechtlerin
- 1969: Eduard Aigner, deutscher Maler
- 1969: Iris Barry, britisch-amerikanische Schriftstellerin, Filmkritikerin und Filmhistorikerin
- 1969: Olga Körner, deutsche Frauenrechtlerin und Politikerin, MdL, MdR, Widerstandskämpferin und KZ-Häftling, Parteifunktionärin in der DDR
- 1969: August Momberger, deutscher Automobilrennfahrer und Ingenieur
- 1969: Josef von Sternberg, österreichischer Filmregisseur
- 1973: Virgil Max Exner, US-amerikanischer Industriedesigner
- 1974: Heinz Auerswald, deutscher Maler und Graphiker
- 1975: Marcel Foucret, französischer Autorennfahrer
- 1975: István Kardos, ungarischer Komponist, Dirigent, Gesangspädagoge, Pianist und Jazz-Musiker
- 1977: Rosette Anday, ungarische Mezzo-Sopranistin
- 1977: Johann Nepomuk David, deutscher Komponist, Dirigent und Organist
- 1977: Agathe Dyvrande-Thévenin, französische Juristin
- 1977: Frank Thiess, deutscher Schriftsteller
- 1977: Ernst Waldbrunn, österreichischer Schauspieler und Kabarettist
- 1978: Paul Minick, US-amerikanischer American-Football-Spieler
- 1978: Otto Probst, österreichischer Verkehrsminister
- 1979: Albin Nikolaus Angerer, deutscher Arzt und Studentenhistoriker
- 1979: Darryl F. Zanuck, US-amerikanischer Filmproduzent und Drehbuchautor
- 1987: Gustav Fröhlich, deutscher Schauspieler
- 1987: Marie Langer, argentinische Psychoanalytikerin
- 1988: Chico Mendes, brasilianischer Gewerkschaftsführer und Kämpfer für die Rechte der von Landwegnahme bedrohten Arbeiter

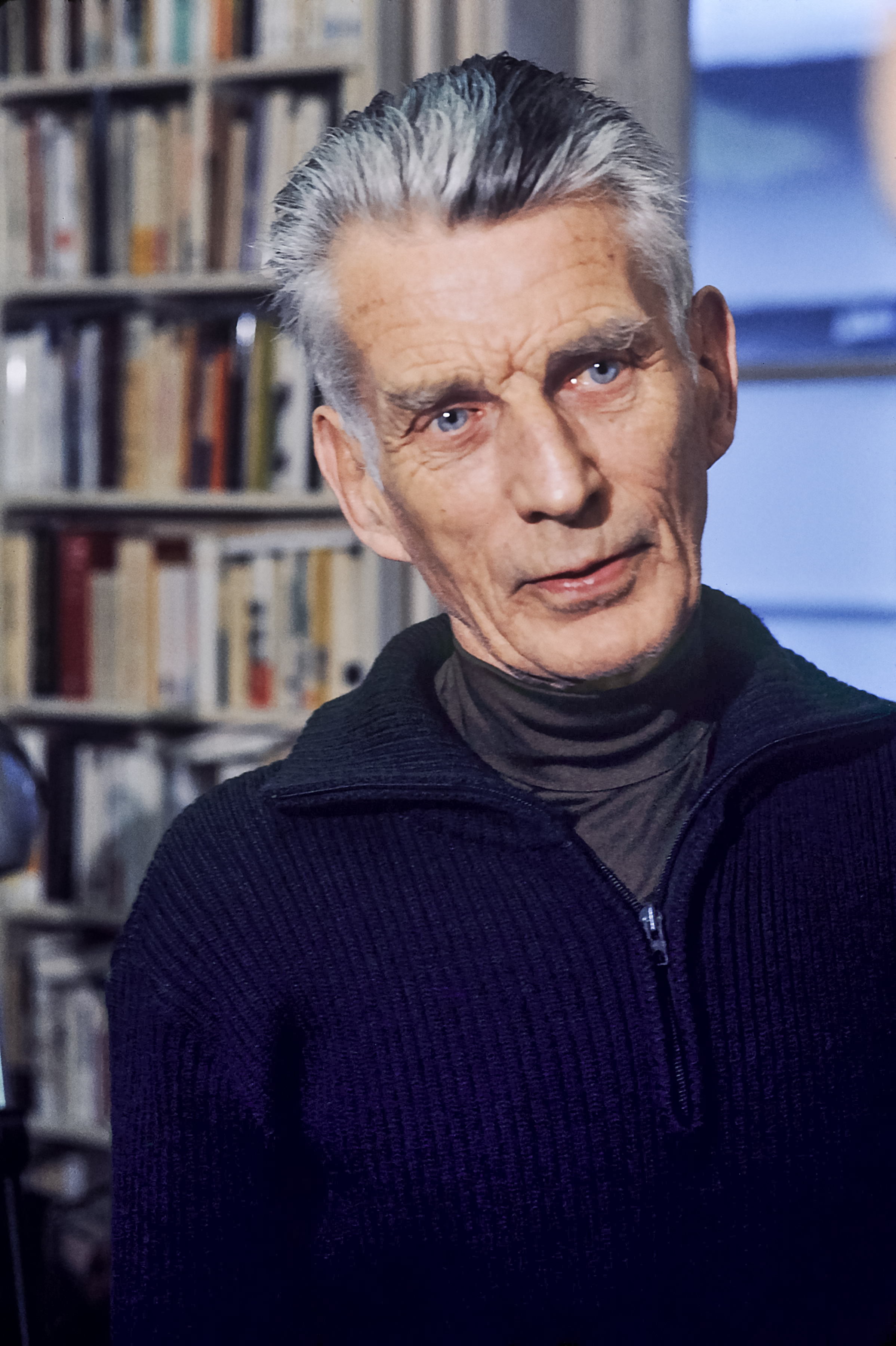
Samuel Beckett († 1989)

- 1989: Samuel Beckett, irischer Schriftsteller (Warten auf Godot), Nobelpreisträger
- 1990: Bernard Addison, US-amerikanischer Musiker
- 1991: Raymond Cousse, französischer Schriftsteller und Schauspieler
- 1991: Ernst Krenek, österreichischer Komponist
- 1992: Mario Amendola, italienischer Drehbuchautor und Filmregisseur
- 1992: Maj Hemberg, schwedische Malerin
- 1994: Friedrich Aduatz, österreichischer Maler und Grafiker
- 1995: Alois Ammerschläger, deutscher Unternehmer und Mäzen
- 1995: James Edward Meade, britischer Wirtschaftswissenschaftler, Nobelpreisträger
- 1995: Rafael Villanueva, dominikanischer Dirigent
- 1998: Eric Alfons Arnlind, schwedischer Schachspieler
- 1999: Joachim Schweppe, deutscher Komponist und Kirchenmusiker
- 2000: Herman Feshbach, US-amerikanischer Physiker

### 21. Jahrhundert
- 2001: Jan Kott, polnischer Theaterwissenschaftler
- 2002: Kurt Aepli, Schweizer Silberschmied, Schmuck- und Gerätegestalter sowie Berufspädagoge
- 2002: Joe Strummer, britischer Rockmusiker (The Clash)
- 2002: Hugh Desmond Hoyte, guyanischer Politiker, Minister, Premierminister, Staatspräsident
- 2002: Mario Ruiz Armengol, mexikanischer Komponist, Pianist und Dirigent
- 2002: Gabrielle Wittkop, französische Schriftstellerin und Künstlerin, Essayistin und Journalistin
- 2003: Dave Dudley, US-amerikanischer Country-Sänger
- 2003: Doris Shadbolt, kanadische Kunsthistorikerin
- 2003: Hans Koller, österreichischer Jazzmusiker und Maler
- 2004: Otto Kretschmer, deutscher Jurist, Politiker, MdL, Landesminister
- 2006: Galina Ustwolskaja, russische Komponistin
- 2006: Manuela Wiesler, österreichische Flötistin
- 2007: Julien Gracq, französischer Schriftsteller
- 2008: Lansana Conté, guineischer Offizier und Politiker, Staatspräsident
- 2008: Peter Steiner, deutscher Volksschauspieler
- 2009: Milena Dvorská, tschechische Schauspielerin
- 2010: Gerhard Schürer, deutscher Politiker, Mitglied des Politbüros des ZK der SED
- 2012: Květa Legátová, tschechische Schriftstellerin
- 2012: Marva Whitney, US-amerikanische Funksängerin
- 2012: Mira Wanting, dänische Schauspielerin
- 2013: Diomedes Díaz, kolumbianischer Vallenato-Sänger
- 2014: Joe Cocker, britischer Rock/Blues-Sänger
- 2014: Vera Gebuhr, dänische Schauspielerin
- 2014: Joseph Sargent, US-amerikanischer Filmregisseur, Filmproduzent und Schauspieler
- 2014: Fritz Sdunek, deutscher Boxtrainer und ehemaliger Amateurboxer
- 2015: Rolf Bossi, deutscher Jurist und Publizist
- 2015ː Aida Fernández Ríos, spanische Klimatologin und Meeresbiologin
- 2015: Freda Meissner-Blau, österreichische Politikerin, Abgeordnete zum Nationalrat
- 2016: Andres Contreras, mexikanischer Autorennfahrer
- 2016: Jorge Fontenla, argentinischer Dirigent, Komponist und Pianist
- 2018: Paddy Ashdown, britischer Politiker
- 2018: Thomas Kenner, österreichischer Arzt
- 2018: Alfred Mechtersheimer, deutscher Offizier, Politiker und Publizist, MdB
- 2019: Marie-Claire Barth-Frommel, schweizerische evangelisch-reformierte Theologin
- 2019: Fritz Künzli Schweizer Fußballspieler
- 2019: Gary Talbot, englischer Fußballspieler
- 2020: Roman Berger, slowakischer Komponist
- 2020: Claude Brasseur, französischer Schauspieler
- 2020: Edmund M. Clarke, US-amerikanischer Informatiker
- 2020: Erkki Hytönen, finnischer Eishockeyspieler und -trainer
- 2022: Anton Tkáč, tschechoslowakischer Radrennfahrer
- 2023: Ingrid Steeger, deutsche Schauspielerin

## Feier- und Gedenktage
- Kirchliche Gedenktage
  - Dwight Lyman Moody, US-amerikanischer Erweckungsprediger (evangelisch)
- Namenstage
  - Jutta, Marian

Weitere Einträge enthält die Liste von Gedenk- und Aktionstagen.